# Vroege middeleeuwen

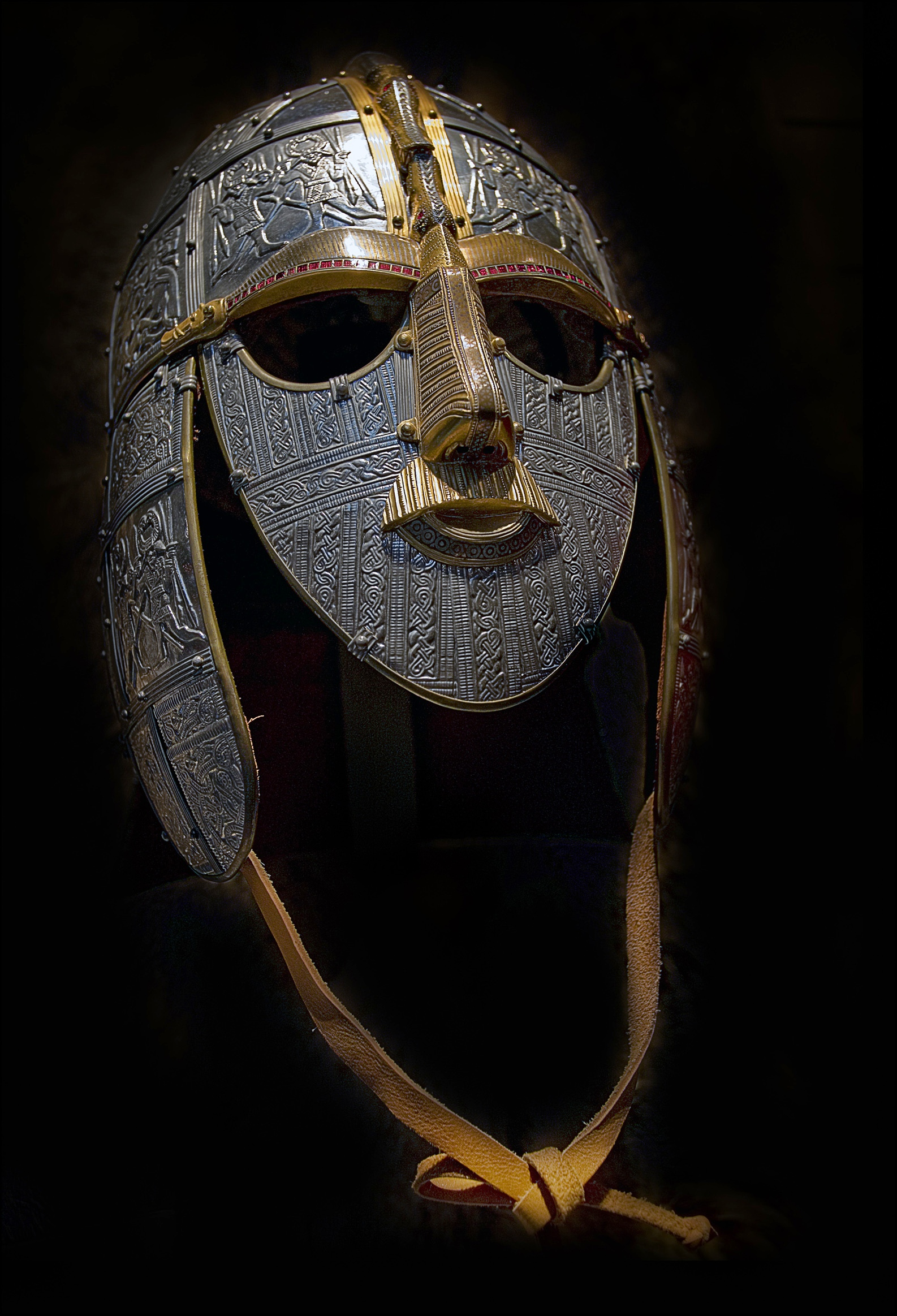
Replica van de helm van Sutton Hoo; het origineel werd begraven met een Angelsaksische leider, waarschijnlijk koning Rædwald van East Anglia, circa 620.

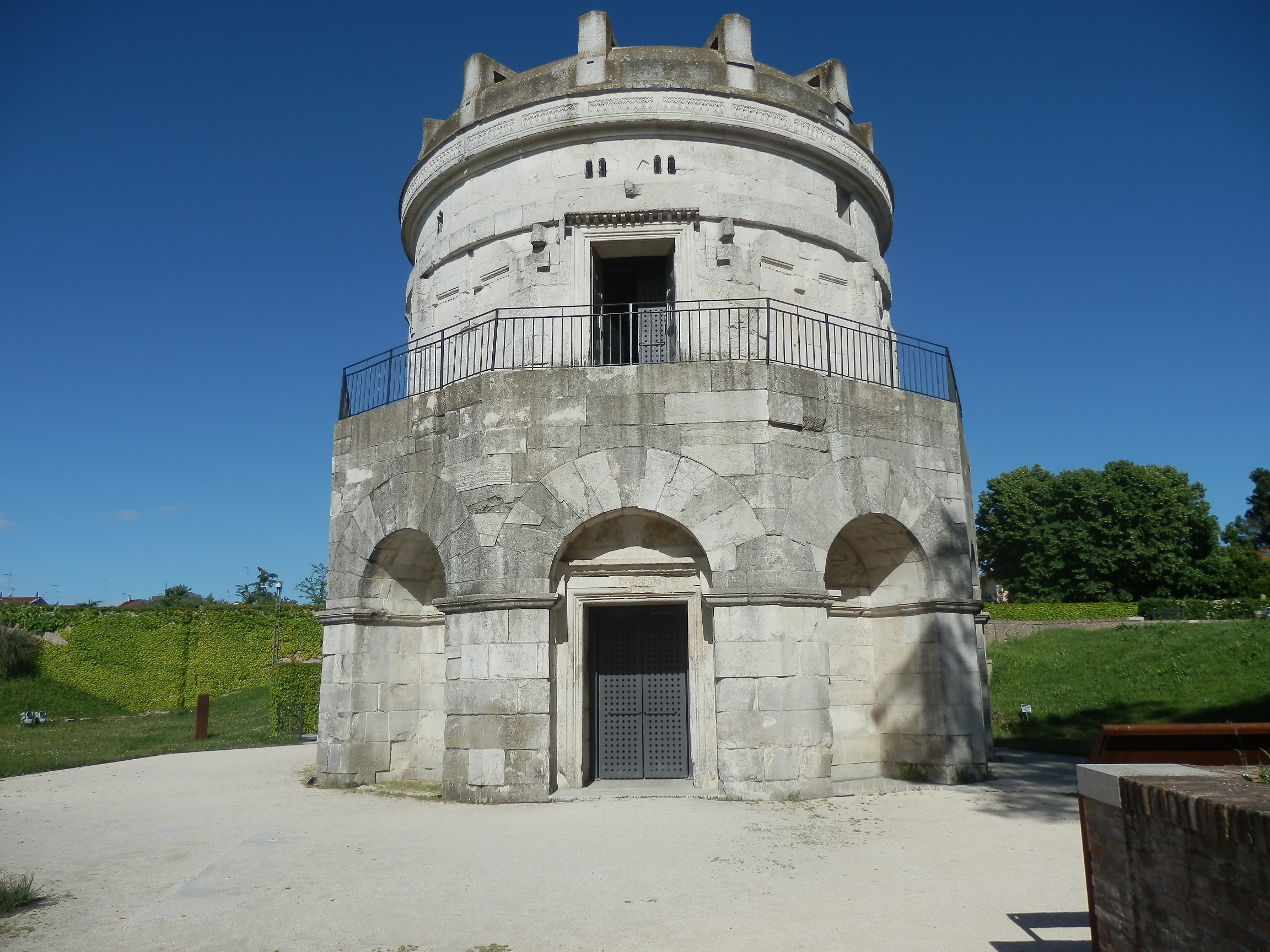
Het mausoleum van Theodorik in Ravenna. De stad Ravenna was een hoofdstad van het West-Romeinse Rijk en werd in de vroege middeleeuwen ook de hoofdstad van het Ostrogotische Rijk en het Byzantijnse exarchaat Ravenna.

De vroege middeleeuwen, die doorgaans gesitueerd worden van ruwweg het jaar 500 tot en met ruwweg het jaar 1000, vormen de eerste periode van de Europese middeleeuwen. Deze tijd werd lange tijd ook de donkere middeleeuwen genoemd, maar deze term is onder historici vrijwel in onbruik geraakt.
De eerste helft van de vroege middeleeuwen, van het einde van de vierde tot aan het einde van de achtste eeuw, wordt volgens historici gekarakteriseerd door een groot, moeilijk te definiëren overgangsproces waarin de klassieke samenleving veranderde in de middeleeuwse samenleving. In de periode van 600 tot 1000 was er sprake van een langzaam maar gedurig herstel van West-Europa waarin de bevolking groeide en de handel zich herstelde.
De vroege middeleeuwen werden verder gekenmerkt door de overgang onder de Heracliden van het Oost-Romeinse Rijk uit de late oudheid naar het Griekse Byzantijnse Rijk en de opkomst van meerdere Barbaarse koninkrijken. Daarnaast ontwikkelde het Arabische Rijk zich in deze periode als een nieuwe machtige speler, die voet aan de grond kreeg op het Iberisch Schiereiland en op Sicilië. In 800 werd de titel van keizer in het westen opnieuw geïntroduceerd door Karel de Grote. Zijn rijk domineerde in deze tijd zowel politiek als cultureel gezien Europa. In diezelfde tijd kwamen de Vikingen op, die door middel van rooftochten hun sporen op het continent achterlieten. In het jaar 1000, omstreeks het einde van de vroege middeleeuwen, waren het Byzantijnse Rijk, het koninkrijk Engeland en het kalifaat Córdoba de meest solide staten van Europa.

## Periodisering
Om meer grip te krijgen op de lange en brede periode van de Europese middeleeuwen hebben negentiende-eeuwse Duitse historici getracht om dat tijdvak op te delen. Zij kwamen met de onderverdeling Früh-, Hoch- en Spätmittelalter, oftewel de vroege, hoge en late middeleeuwen. Britse collega's volgden hen hierin, maar de historici in de Romaanstalige landen maakten alleen een onderverdeling in vroege (Frans: haut) en late (bas) middeleeuwen.
Over het precieze begin en einde van de vroege middeleeuwen bestaan verschillende opvattingen. Doorgaans wordt het begin gelegd bij de Val van het West-Romeinse Rijk, maar wanneer die precies plaatsvond en waar is niet altijd even duidelijk. Jennifer R. Davis en Michael McCormick vinden de vijfde of de zesde eeuw een goed startpunt voor de vroege middeleeuwen in het grootste deel van West-Europa. De Nederlandse historici Wim Blockmans en Peter Hoppenbrouwers laten de vroege middeleeuwen ruwweg beginnen rond het jaar 500. De Zweedse mediëvist Dick Harrison laat de periode eveneens omstreeks 500 beginnen. Wel benadrukt hij dat het onmogelijk is om tijdsgrenzen aan te geven. Het jaar 500 wordt dan ook vaak als startpunt voor de vroege middeleeuwen gebruikt.
Als eindpunt voor de vroege middeleeuwen wordt vaak het jaar 1000 genomen of de elfde eeuw, onder anderen door de eerdergenoemde historici. De Amerikaanse historicus Charles Homer Haskins was in 1928 de eerste die dat jaar koos als breekpunt van de middeleeuwen. Hij zag de periode van 1000 tot 1200 als het tijdperk van de renaissance van de twaalfde eeuw. Daarnaast kiezen sommige historici ervoor om het jaar 950 aan te wijzen als overgang van de vroege middeleeuwen naar de hoge middeleeuwen, vanwege de grote bevolkingsgroei die zich toen aandiende.

## Staatkundige ontwikkelingen

### Val van het West-Romeinse Rijk

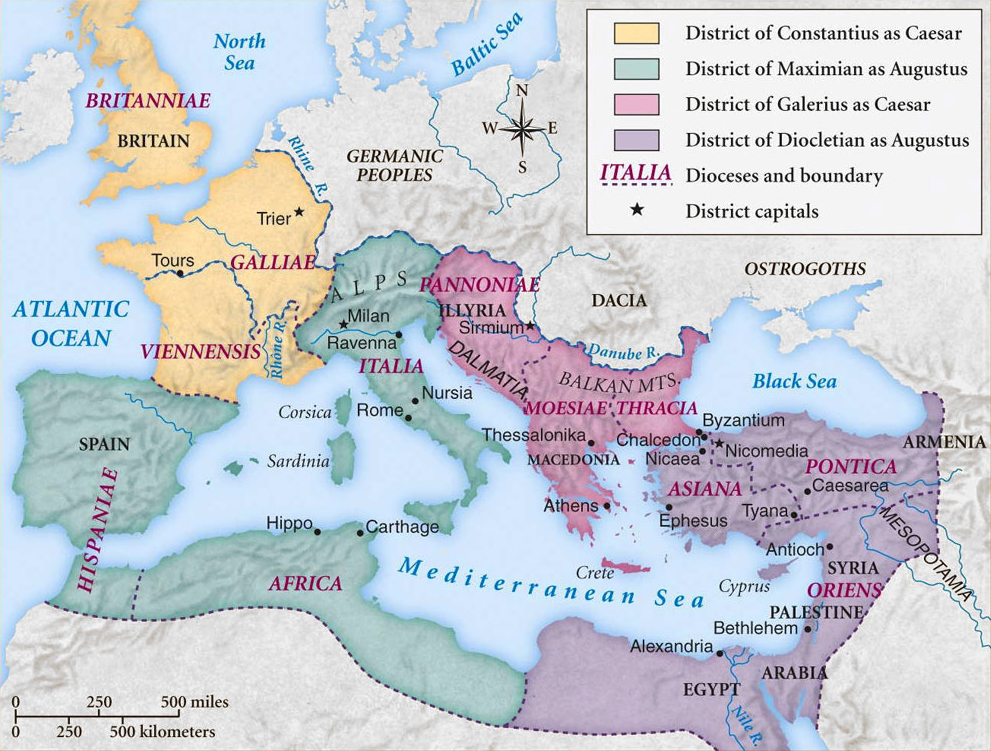
Kaart van het Romeinse Rijk met de door Diocletianus ingestelde prefecturen.

In de derde eeuw na Chr. kreeg het Romeinse Rijk te maken met een aantal crises die tezamen een neerwaartse demografische en economische spiraal veroorzaakten. Om de teruggang te stoppen voerde keizer Diocletianus een aantal hervormingen door. Zo deelde hij het Romeinse grondgebied op in het West-Romeinse Rijk en het Oost-Romeinse Rijk dat later het Byzantijnse Rijk ging heten. Verder codificeerde hij het Romeins recht en hervormde hij de Romeinse munt en het belastingstelsel. Tevens verplichtte hij alle Romeinse burgers zich te conformeren aan de Romeinse religie.
Diocletianus veranderde ook het militaire beleid en splitste de strijdkrachten in lichtbewapende grenstroepen en mobiele interventielegers die waren gelegerd in garnizoensplaatsen. Doordat de bereidheid onder de Romeinse bevolking om in de legioenen te dienen medio vierde eeuw sterk was afgenomen, sloten de Romeinse keizers veel nieuwe bondgenootschappen met andere volken. Vanaf dat moment werden soldaten voornamelijk uit de "barbaarse" bevolking gerekruteerd. Hierdoor bestonden ook de elite-eenheden steeds meer uit niet-Romeinse soldaten en klom een aantal niet-Romeinen op tot militaire topfuncties.
Volgens Edward Gibbon viel het Romeinse Rijk door "barbarisme en religie", maar deze visie wordt door moderne historici betwist. In het jaar 476 werd de laatste West-Romeinse keizer Romulus Augustulus door de "barbaar" Odoaker afgezet. Deze stuurde de symbolen van de keizerlijke waardigheid naar keizer Zeno in Constantinopel en onderhandelde over zijn eigen positie. Formeel was er in het jaar 476 dan ook geen sprake van een breuk. Pas in 518 toen Theodorik over Italië heerste sprak de Oost-Romeinse historicus Marcellinus Comes over de val van het West-Romeinse Rijk, al was dit waarschijnlijk een poging om de macht van keizer Justinianus I over het westen te legitimeren. Daarnaast wordt de Ostrogotische periode (490-552) in Italië gezien als de laatste periode waarin sprake was van stabiliteit in Romeinse stijl. Iets dat Theodorik zelf ook propageerde.

### Volksverhuizingen

Kaart van de migratiestromen tijdens de Volksverhuizingen

Al sinds de tweede eeuw waren vele volkeren aan de noordgrens van de Donau en de oostgrens van de Rijn in beweging. Een van de eerste volkeren die een plek binnen het Romeinse Rijk wisten te veroveren waren de Alemannen, die neerstreken in het gebied van het huidige Zuidwest-Duitsland en Duitstalig Zwitserland. De Saksen waren een ander Germaans volk dat in de derde eeuw het rijk binnentrok. Het merendeel van deze migraties vond plaats in de periode tussen 370 en 600 en staat bekend als de Grote Volksverhuizing.
De machtsverhoudingen veranderden significant nadat de Hunnen omstreeks 370 ten noordwesten van de Zwarte Zee Europa waren binnengetrokken. Door de druk van de Hunnen werden de Ostrogoten gedwongen om zuidwaarts te trekken, de Donau over, richting het Romeinse Rijk. Aanvankelijk waren de Romeinen bereid de Ostrogoten op te nemen in ruil voor de belofte troepen aan het Romeinse leger te leveren, maar de spanningen liepen weldra op en dit leidde in 378 tot de Slag bij Adrianopel. Vier jaar later werd een overeenkomst gesloten tussen de Romeinen en de Goten waarbij deze laatsten zich als foederati mochten vestigen in Moesia. Onder leiding van Alarik I vielen de Visigoten in 408 Italië binnen, waar ze de Romeinen versloegen. Tijdens hun plundertochten brandschatten de Goten de stad Rome in 410, als eerste buitenlands leger na bijna 800 jaar.
In 406 stak aan de noordgrens van het Romeinse Rijk, bij het huidige Mainz, een groot leger de bevroren Rijn over. Dit leger bestond uit Vandalen, Sueven, Alanen en later ook Bourgondiërs. Vanwege de voedselschaarste trokken de troepen van plaats naar plaats en plunderden het platteland. In 409 staken de Vandalen, Alanen en Sueven de Pyreneeën over om daar verder te gaan met de plunderingen. Kort na hun komst werden ze gevolgd door de Goten, die zich vestigden als foederati in Aquitanië, vanwaar ze een machtig rijk uitbouwden. De Vandalen en Alanen staken de Middellandse Zee over en veroverden in 439 Carthago, dat de hoofdstad werd van het Vandaalse Rijk.
In Brittannië liep de Romeinse aanwezigheid vanaf het eind van de vierde eeuw geleidelijk aan ten einde. De eerste troepen vertrokken om ingezet te worden in de Romeinse burgeroorlogen die toen woedden. De laatste troepen werden in 407 teruggeroepen om de verdediging te versterken tegen de indringers die het jaar daarvoor de Rijn waren overgestoken. Het eiland viel daarop uiteen in ongeveer dertig lokale politieke eenheden. Weldra werd de macht in Brittannië overgenomen door een aantal Germaanse volkeren die waarschijnlijk voorheen Romeinse hulptroepen waren geweest: de Angelen, Saksen en de Juten. In de tweede helft van de vijfde eeuw nam de migratie aanzienlijk toe. Er ontstonden een zevental koninkrijken, die in de zesde eeuw regelmatig met elkaar in oorlog waren.

### Byzantijnse Rijk

Kaart van het Byzantijnse Rijk
Het rijk bij het aantreden van Justinianus I
Veroveringen van Justinianus I

De dood van keizer Theodosius I resulteerde in de definitieve scheiding tussen het West-Romeinse en het Oost-Romeinse Rijk. Omstreeks het jaar 400 was het Oost-Romeinse Rijk een politiek stabiele en fiscaal geïntegreerde staat. Waar in de vijfde eeuw het West-Romeinse Rijk werd overlopen door vele volkeren, had zijn oostelijke buur hier in veel mindere mate mee te maken. Alleen volkeren uit de noordelijke Balkan, het moderne Bulgarije en Joegoslavië, waren in die tijd grote bedreigingen voor het rijk. 
De Byzantijnen maakten een korte periode van verval door onder keizer Zeno. Onder zijn opvolger Anastasius I werden de keizerlijke financiën hervormd. Het rijk kende hierna een opleving onder het bewind van keizer Justinianus I. Hij hernieuwde het rechtssysteem (Codex Justinianus), reorganiseerde de keizerlijke administratie en begon aan uitgebreide bouwprojecten, zoals de Hagia Sophia in de hoofdstad Constantinopel. Daarnaast ging hij over tot het heroveren van voormalige Romeinse provincies. Zo herwon hij Noord-Afrika, Sicilië, Italië en een deel van Spanje.
Het herstelbeleid van Justinianus I begon in het midden van de zesde eeuw te haperen. De externe druk van de Sassaniden in het oosten en de komst van de Avaren en Bulgaren konden de Byzantijnse keizers met wisselend succes afweren. Keizer Herakleios wist de Sassaniden in 627 te verslaan in de Slag bij Ninive, maar de provincies Syria en Palestina gingen een kleine tien jaar later aan de moslims verloren. In de zevende en achtste eeuw werden de militaire organisatie, zoals de introductie van de tagmata, en de belastingen hervormd.
Tot omstreeks het jaar 800 behaalden de Byzantijnse legers slechts kleine successen, maar aan het einde van de negende eeuw begon het tij te keren. De Byzantijnen konden hun positie nu versterken in het zuiden van Italië en Anatolië. De veroveringen die het rijk in de tiende eeuw boekte, zoals Cilicië en Armenia, waren vooral mogelijk door de verzwakking van de vijanden van de Byzantijnen en door de redelijke politieke stabiliteit van het Byzantijnse Rijk. Deze stabiliteit werd bewerkstelligd doordat er een werkzaam evenwicht werd gevonden tussen de erfelijke monarchie van het rijk en de inmenging in de staatszaken door de legertop. Na de dood van de succesvolle generaal en medekeizer Johannes I Tzimiskes brak er een burgeroorlog in het rijk uit, waarin Basileios II Boulgaroktonos de macht greep en vervolgens Bulgarije wist te veroveren. Bij zijn overlijden in 1025 was het Byzantijnse Rijk weer een grootmacht.

### West-Europa

#### Gallië en Germanië

##### Opkomst van het Frankische Rijk

Het rijk der Franken bij het aantreden van koning Clovis.

Na de Volksverhuizingen was Gallië verdeeld in een aantal Germaanse koninkrijken, waarvan alleen een klein deel nog onder de heerschappij van de Romeinen stond. De Franken waren een van de weinige Germaanse volkeren die niet heel West-Europa doortrokken, maar zich mochten vestigen in Toxandrië, nadat zij in 358 door de Romeinen waren verslagen. Onder leiding van koning Clovis I werd de machtssfeer van de Franken behoorlijk uitgebreid. Hij wist te zegevieren over de Alemannen en versloeg de Visigoten in de Slag bij Vouillé, waardoor hij een groot gedeelte van Zuid-Gallië veroverde. Bij zijn dood in 511 was hij de heerser van een West-Europese grootmacht. Na de dood van Clovis werd zijn rijk verdeeld onder zijn zonen, een Frankische gewoonte die in de zesde eeuw tot veel burgeroorlogen leidde. Pas na de dood van Brunhilde in 613 kwam er een einde aan dit tijdperk. De periode van vrede die hierop volgde wordt beschouwd als het hoogtepunt van het Merovingische Frankische Rijk.
Na de dood van koning Dagobert I in 639 werd de opdeling van het Frankische Rijk geconsolideerd in een Austrasisch en Neustrisch-Bourgondisch blok. In deze tijd verschoof ook de werkelijke macht steeds meer van de koningen naar de leidende edelen. Bij hun aantreden waren veel van de Merovingische koningen nog minderjarig en daardoor stonden ze in de schaduw van hun graven en hertogen. 
In de tweede helft van de zevende eeuw verzwakte de controle van het centrale gezag over de perifere regio's als gevolg van toenemende gevechten tussen de edelen en de koningen. De Merovingische koningen uit de periode 680 tot halverwege de achtste eeuw staan bekend als de rois fainéants, de koningen die niets doen. Zij zouden overschaduwd zijn geweest door hun hofmeiers. Dit ambt werd in Austrasië al snel gemonopoliseerd door de Pepiniden, die vernoemd waren naar hun stamvader Pepijn van Landen. Kort na het jaar 700 verkregen zij ook de positie van hofmeier in Neustrië.

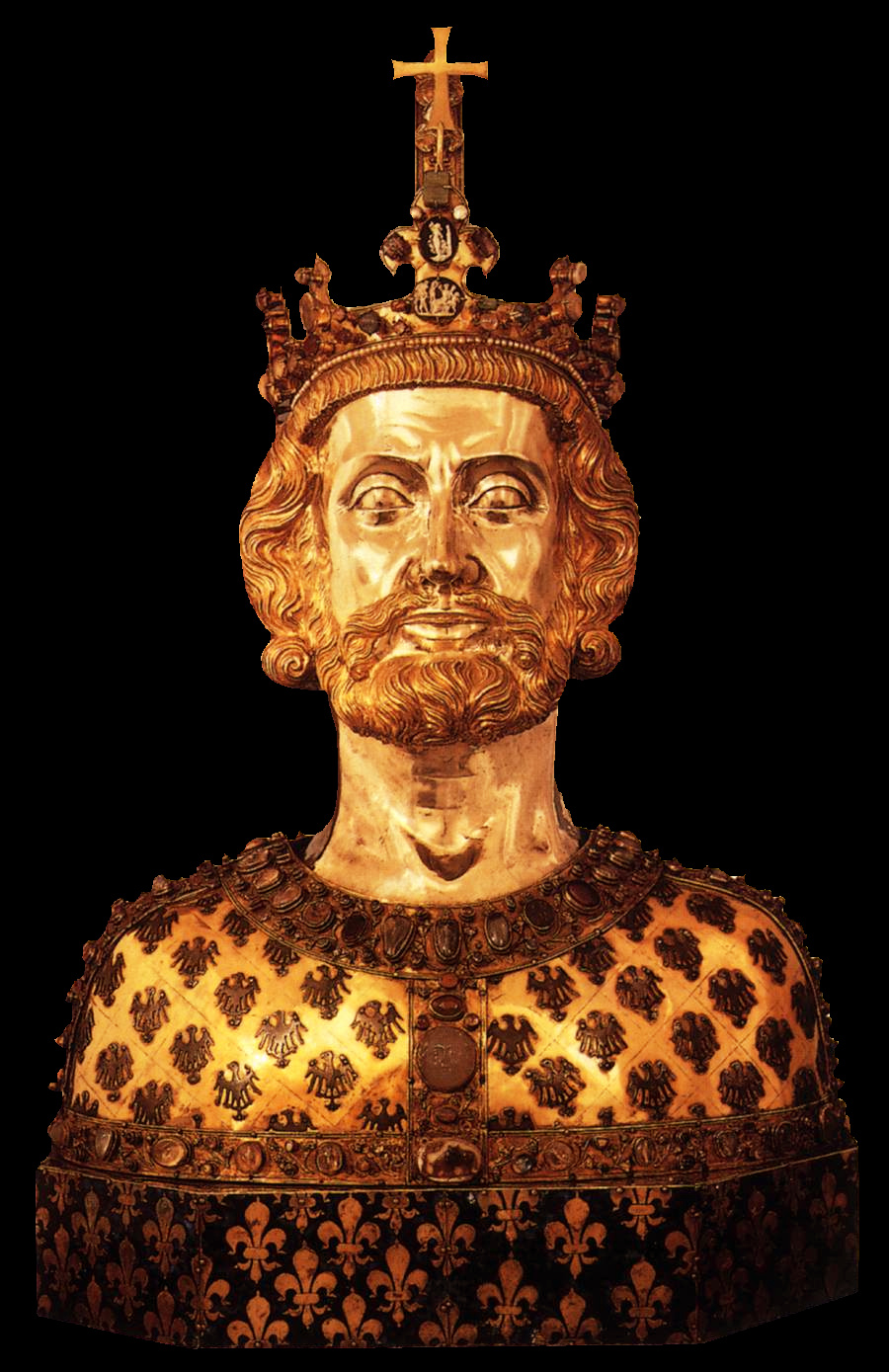
De buste van Karel de Grote, een geïdealiseerd portret van de keizer uit de veertiende eeuw. Het is te bezichtigen in de Schatkamer van de Dom van Aken.

Na de dood van Pepijn van Herstal in 714 brak een burgeroorlog uit in het Frankische Rijk die uiteindelijk door Pepijns zoon Karel Martel werd gewonnen. Karel was voortdurend in oorlog en consolideerde de macht van de dynastie die naar hem vernoemd zou worden: de Karolingen. Met zijn dood in 741 viel het rijk opnieuw uiteen, maar na een aantal jaren waren de Frankische kernlanden min of meer gepacificeerd. Gesteund door de periode van vrede besloot de zoon van Karel Martel, Pepijn de Korte, in 751 om de Merovingers af te zetten en zichzelf uit te roepen tot koning. De paus erkende zijn kroning. Met de middelen van het verenigde Frankische Rijk creëerden hij en zijn opvolger Karel de Grote het machtigste rijk dat West-Europa had aanschouwd sinds de val van Rome.
De macht van de Karolingen ging vooral ten koste van de Longobarden. In 774 versloeg Karel de Grote de laatste Longobardische koning die daarop de wijk nam, waarop Karel zich liet uitroepen tot koning van de Longobarden. Naast zijn veroveringen in Italië ondernam hij ook veroveringstochten in het huidige Duitsland tegen diverse autonome hertogen. De laatste van hen, Tassilo III van Beieren, werd in 788 afgezet. De oorlogen tegen de Saksen leidden tot dwangbekeringen, massa-executies en volksdeportaties. Het duurde jaren tot het Saksische gebied was gepacificeerd. Op Eerste Kerstdag van het jaar 800 werd Karel door paus Leo III gekroond tot Romeins keizer.

##### De splitsing van het Frankische Rijk
Lodewijk de Vrome volgde zijn vader Karel de Grote op na diens dood als zijn enig overgebleven zoon. De nieuwe keizer had zelf drie wettige zonen: Lotharius (795), Pepijn (797) en Lodewijk (806) van zijn eerste vrouw en een vierde wettige zoon Karel (823) van zijn tweede vrouw. In zijn successieregeling verdeelde hij zijn rijk onder hen. Nog tijdens zijn regering wedijverden zijn kinderen met elkaar en bij de dood van Lodewijk in 840 werd het rijk ten noorden van de Alpen in tweeën gedeeld onder twee van de koningskinderen: Karel de Kale, die de gebieden van de reeds eerder overleden Pepijn had overgenomen, en Lodewijk de Duitser. Bij het Verdrag van Verdun werd toch een driedeling gemaakt waarbij de eerst naar Italië verbannen Lotharius I buiten Italië het Middenrijk kreeg toegewezen. Tussen 876 en 884 was het rijk voor korte tijd weer herenigd onder Karel de Kale, maar de politieke netwerken waren in zijn tijd al zo ver uit elkaar gegroeid dat het effectiever was om deze rijksdelen afzonderlijk te besturen.
In de eeuw na 887 wisten negen Frankische adellijke families het koningschap te verwerven in gebieden die deel hadden uitgemaakt van het Frankische Rijk. Enkelen van hen waren verwant aan de Karolingen, maar de meesten waren dat niet. In 987 slaagde Hugo Capet erin om het koningschap van de Karolingen in West-Francië over te nemen, maar in deze tijd was de macht van de koning verkleind tot een gebied rondom Parijs terwijl hertogen en graven de dienst uitmaakten in de rest van het rijk. Hendrik de Vogelaar werd de eerste koning uit het geslacht van de Saksische Ottonen in het Oost-Frankische Rijk die door middel van zijn veldtochten een solide machtsbasis kon uitbouwen voor zijn nakomelingen. Het Oost-Frankische Rijk ontwikkelde zich uiteindelijk tegen het einde van de vroege middeleeuwen tot het Heilige Roomse Rijk.

#### Brittannië

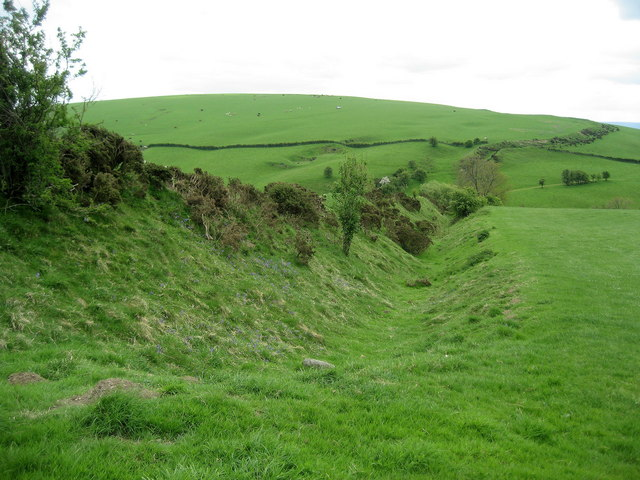
Offa's Dyke was een 130 kilometer lange aarden wal die in de achtste eeuw werd gebouwd in opdracht van koning Offa van Mercia. De dijk was de grootste Europese constructie sinds de bouw van de Muur van Hadrianus.

In de tweede helft van de zesde eeuw veroverden de Angelsaksen steeds meer gebied op de Kelten, die na de terugtrekking van de Romeinse legers achterbleven op het eiland. De Kelten werden door hen teruggedrongen naar Cornwall, Wales en Cumbria. De Picten, die in het huidige Schotland woonden, wisten de opmars van de Angelen in 685 te stuiten in de Slag bij Dun Nechtain. In de eeuwen daarna werd het noorden van Brittannië overheerst door het Keltische Koninkrijk Dalriada, een voorloper van het Koninkrijk Schotland.
De eerste Angelsaksische koning die zich liet dopen was Æthelberht van Kent. In de zevende en negende eeuw verdwenen de kleine Angelsaksische koninkrijken, waarna een paar grote koninkrijken het eiland domineerden. In het midden van het land ging het Koninkrijk Mercia een grote rol spelen. Mercia werd sterk beïnvloed door de Franken, zo stelde koning Offa omstreeks 760 een muntstelsel in dat gebaseerd was op het stelsel van Pepijn de Korte. In het noordoosten ontstond Northumbria en in het zuiden speelden de koninkrijken Wessex, Sussex en Kent een belangrijke rol. Met name de koningen van Northumbria, Wessex en Mercia expandeerden richting het westen en konden zo hun regionale machtspositie versterken.
In de periode 865-878 was er sprake van een veroveringsoorlog door de Vikingen. De Angelsaksen waren daar niet op voorbereid waardoor de Vikingen een einde konden maken aan alle Angelsaksische koninkrijken, behalve aan dat van Wessex. Onder koning Alfred de Grote hield Wessex zich staande en onder zijn zoon Eduard de Oudere werd de tegenaanval ingezet. Eduard heroverde de oostelijke Midlands en East Anglia in 917. 
In 954 werd Northumbria door de Angelsaksen heroverd. De veroveringen van Wessex leidden ertoe dat Engeland geünificeerd werd. Langzamerhand kwam de benaming Engeland (een verwijzing naar de Angelen) ook in gebruik.

### Zuid-Europa

#### Italië

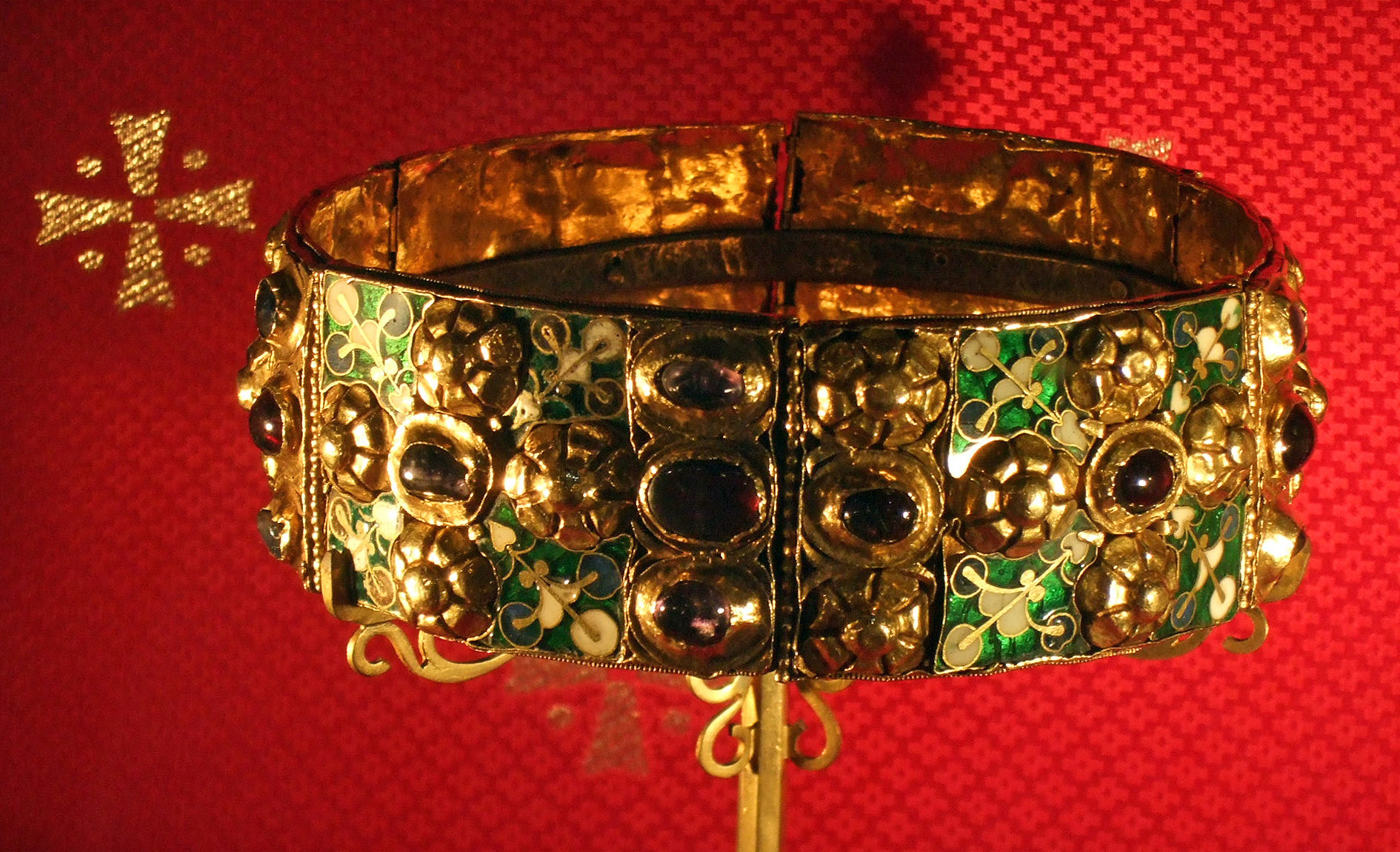
De IJzeren Kroon van de Longobarden kwam in het bezit van het volk nadat zij de Goten hadden verslagen. De kroon zou in de middeleeuwen nog gebruikt worden om onder andere Keizer Hendrik VII mee te kronen.

De Longobarden waren begin zesde eeuw gevestigd op de Balkan waar ze samen met de Gepiden domineerden in het noordelijk gedeelte van dit schiereiland. Na de komst van de Avaren in het gebied sloten de Longobarden een niet-aanvalsverdrag met hen, waarop ze in 567 de Gepiden aanvielen en hun koninkrijk vernietigden. Gesterkt door dit succes trok de Longobardische koning Alboin het jaar daarop Italië binnen. Het schiereiland was een makkelijke prooi voor de Longobarden doordat het Byzantijnse Rijk en de Ostrogoten elkaar in hun onderlinge oorlog flink hadden verzwakt. Het volk vestigde zich aanvankelijk in Noordoost-Italië met Pavia als belangrijkste centrum. Na de dood van de zoon van Alboin viel het rijk uiteen in diverse onafhankelijke hertogdommen. De Longobarden vestigden zich ook in Midden- en Zuid-Italië waar ze de hertogdommen Spoleto en Benevento stichtten. Deze hertogdommen leidden ten opzichte van de Longobardische territoria in het noorden een afzonderlijk politiek bestaan.
Eind zesde eeuw dreigde de ondergang voor het Longobardische Rijk door de opmars van de Franken en Byzantijnen. In reactie daarop gaven verschillende hertogen hun autonomie op en erkenden ze Authari als hun koning. Authari verkreeg ook een koninklijk domein, wat hem en zijn opvolgers een solide machtsbasis gaf. Met behulp van deze bezittingen slaagden Authari en zijn opvolger Agilulf erin hun externe vijanden te verslaan. Tevens werden de regio's Emilia en Venetia veroverd. Op deze manier ontstond er aan het begin van de zevende eeuw een christelijke Longobardische monarchie.
In de eerste helft van de achtste eeuw kende het Longobardische Rijk een bloeiperiode. In het midden van de eeuw had het bijna het hele Italisch schiereiland veroverd. De belangrijke Byzantijnse stad Ravenna viel in 751. Ook de onafhankelijk gebleven hertogdommen Spoleto en Benevento werden door de Longobardische koningen verslagen. Door de Lombardische opmars voelde de paus van Rome zich bedreigd en hij riep hulp van de Franken in. De Frankische koning Pepijn de Korte begon een reeks oorlogen tegen de Longobarden, waarmee hij het einde van het rijk inluidde.

#### Iberisch schiereiland

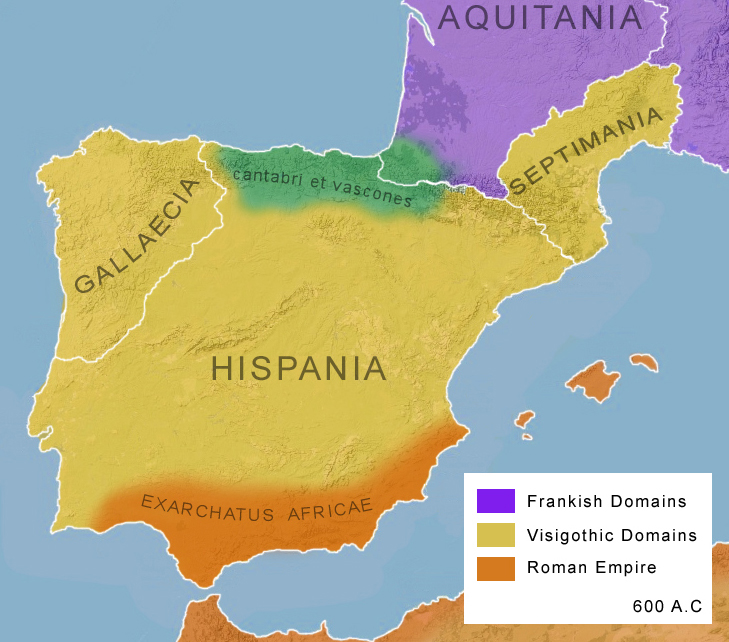
Het Visigotische Rijk omstreeks 600.

In 455 begon de Visigotische koning Theodorik II vanuit Toulouse een invasie op het Iberisch schiereiland. De Visigoten versloegen het Suevenrijk in de Slag aan de Urbicus. In hetzelfde jaar werd de Suevische koning Rechiar gedood, waarmee er een voorlopig einde kwam aan het Suevische Rijk Gallaecia. Aan het einde van de vijfde eeuw migreerden grote groepen Goten vanuit Aquitanië naar het zuiden om zich daar te vestigen. Door de machtsuitbreiding van Clovis I ten noorden van de Pyreneeën viel het Visigotische Rijk uiteen. In de halve eeuw die daarop volgde ging de rijksvorming van de Goten gepaard met politieke crises. Door de tussenkomst van de Ostrogoten werd de Frankische opmars gestuit en bleef Septimanië nog twee eeuwen lang Gotisch bezit.
Ten tijde van de regering van de koning Leovigild kende het rijk een bloeiperiode. Leovigild veroverde het opstandige Córdoba en het Byzantijnse Medina-Sidonia en ging vervolgens op pad om de noordelijke provincies waaronder Cantabrië te veroveren. Daarnaast maakte hij een definitief einde aan het Suevenrijk. Zijn rijk omvatte in 585 het gehele schiereiland, uitgezonderd de Baskische bergen en de Byzantijnse steden. Onder Leovigild werd ook het prestige van de monarchie vergroot. Dit gebeurde door het gebruik van op de Oost-Romeinse traditie geïnspireerde regalia, door het aanwijzen van Toledo als staatscentrum en door de invoering van een Visigotische munt. Zijn opvolger Reccared I liet zich vervolgens van het arianisme bekeren tot de dominante katholieke stroming van het christendom.
Tot 624 hielden de Visigotische offensieven tegen buitenlandse vijanden aan, waarna een periode van relatieve rust aanbrak. De problemen van het Visigotische Rijk waren een eeuw lang meer intern dan extern van aard. Bij de inval van de moslims in 711 werden het Visigotische leger en het koninkrijk weggevaagd door de legers van Tariq ibn Zijad.

### Islamitische wereld

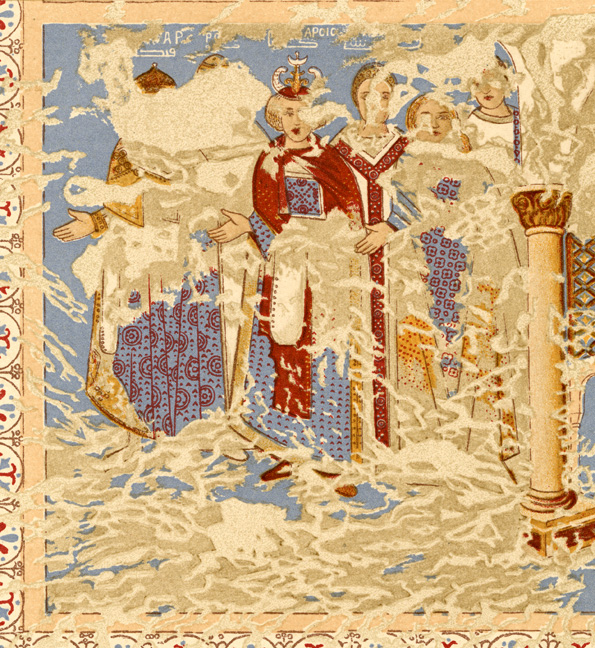
Omajjadische afbeelding van zes koningen. De tweede, onherkenbare, koning wordt geïdentificeerd als de Visigotische koning Roderik.

Na de dood van de profeet Mohammed werd het gezag van de islam onder de opvolgers van Mohammed, de kaliefen, razendsnel verspreid. In het jaar 636 versloegen de kaliefen het Byzantijnse Rijk in de Slag bij de Jarmuk. Hierdoor lagen de gebieden van Palestina en Syrië open voor verovering. Na een paar jaar verdreven de moslims de Byzantijnen ook uit Egypte. Tussen 717 en 718 belegerden de Arabieren Constantinopel, maar na dertien maanden moesten ze noodgedwongen het beleg opgeven. Het fiasco was zo groot dat het keizer Leo III van Byzantium in staat stelde om enig verloren gebied te heroveren.

#### Al-Andalus
In 711 veroverden de moslims het huidige Marokko en na deze gebiedsuitbreiding ondernam Tariq ibn Zijad een expeditie naar het Iberisch schiereiland. Deze expeditie was aanvankelijk bedoeld als een plundertocht. Tariq ibn Zijad slaagde er echter in een snel opgetrommeld Visigotisch leger te verslaan in de Slag bij Guadalete waardoor de Visigotische verdediging werd lamgeslagen. Dat leidde ertoe dat Tariq zonder al te veel moeite de sleutelsteden Córdoba en Toledo met zijn leger kon innemen. Aangemoedigd door dit succes kwam een militaire invasie op gang onder leiding van Moessa bin Noessair. De moslims gaven het veroverde gebied de naam Al-Andalus naar het volk van de Vandalen dat hier voorheen woonde. Het nieuwe rijk concentreerde zich met name op het gebied rondom de rivier de Guadalquivir. Het had weinig interesse voor de bergachtige landstreken in Noord-Spanje. De gestichte militaire posten in deze regio werden nauwelijks verdedigd door de Arabieren waardoor in deze periode het kleine christelijke Koninkrijk Asturië kon ontstaan. In 720 of 721 staken de moslims de Pyreneeën over en werd Narbonne veroverd.
De opmars van de islam in Europa kwam in 740 tot stilstand door een opstand op het schiereiland van de Berberse moslims tegen de Arabieren. De vete hield aan tot 756, het jaar waarin Abd al-Rahman I het onafhankelijke Omajjadische emiraat Córdoba stichtte. Omstreeks het jaar 800 werden naast Asturië nog een paar andere christelijke koninkrijkjes gesticht en kwam het oosten, de Spaanse Mark, onder Frankisch gezag te staan. Zijn nazaat Abd al-Rahman III proclameerde in 929 het kalifaat Córdoba en onderstreepte daarmee zijn legitimiteit ten opzichte van de kaliefen in Bagdad en de Egyptische Fatimiden. Tot aan het einde van de tiende eeuw bleef de macht van het Omajjadische kalifaat Córdoba te groot voor de christelijke vorsten in het noorden om hun gebied op het schiereiland uit te breiden.

#### Sicilië en Bari

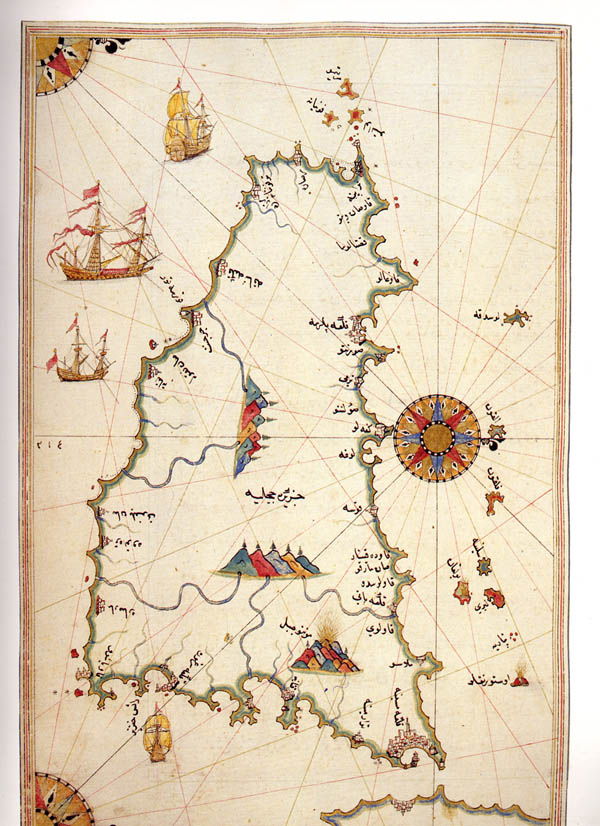
Zestiende-eeuwse kaart van Sicilië in het Arabisch, gemaakt door Piri Reis.

In het begin van de negende eeuw was de Afrikaanse toevoer van slaven in het huidige Tunesië gestagneerd en moest de islamitische dynastie van de Aghlabiden nieuwe markten aanboren om aan de vraag naar slaven te kunnen voldoen. Met dat doel arriveerde in juni 827 een leger van de Aghlabiden op Sicilië dat optrok naar Syracuse. De belegering van de stad eindigde in een teleurstelling voor de Arabieren. Vier jaar later werd de stad Palermo door de Aghlabiden ingenomen. Zij vestigden het islamitische gezag op het eiland, maar de verovering van het gehele eiland nam nog enkele decennia in beslag. Ondertussen waren de Arabieren enkele allianties aangegaan met het hertogdom Benevento en begonnen ze ook Italië te teisteren. In 846 viel een expeditieleger Rome aan. Elf jaar later werd de stad Bari aangevallen en werd daar een emiraat gesticht. Het emiraat diende als uitvalsbasis voor plunderingen in het binnenland van Italië. Deze heerschappij was maar van tijdelijke aard, want Bari werd in 871 door de christenen heroverd onder leiding van Lotharius II.
De stad Syracuse werd door de Arabieren in 878 na een lang beleg alsnog ingenomen, maar de laatste Byzantijnse bezittingen op het eiland werden pas in 965 veroverd. In de tussentijd was de dynastie van de Aghlabiden afgezet en vervangen door de sjiitische dynastie van de Fatimiden. De soennitische bevolking van het eiland kwam herhaaldelijk in opstand tegen het nieuwe gezag. Bij het neerslaan van de laatste grote opstand van 937-939 moordden de Fatimiden hele dorpen uit en haalden ze loyale onderdanen vanuit Afrika naar Sicilië. In 948 werd Hassan al-Kalbi tot emir van Sicilië benoemd om de positie van de Fatimiden op het eiland te versterken. Zijn nazaten heersten honderd jaar over het eiland, maar hun regering kwam ten val voor de komst van de Vikingen. De periode van de Kalbiden markeerde het hoogtepunt van de islamitische macht en invloed op Sicilië.

### Scandinavië

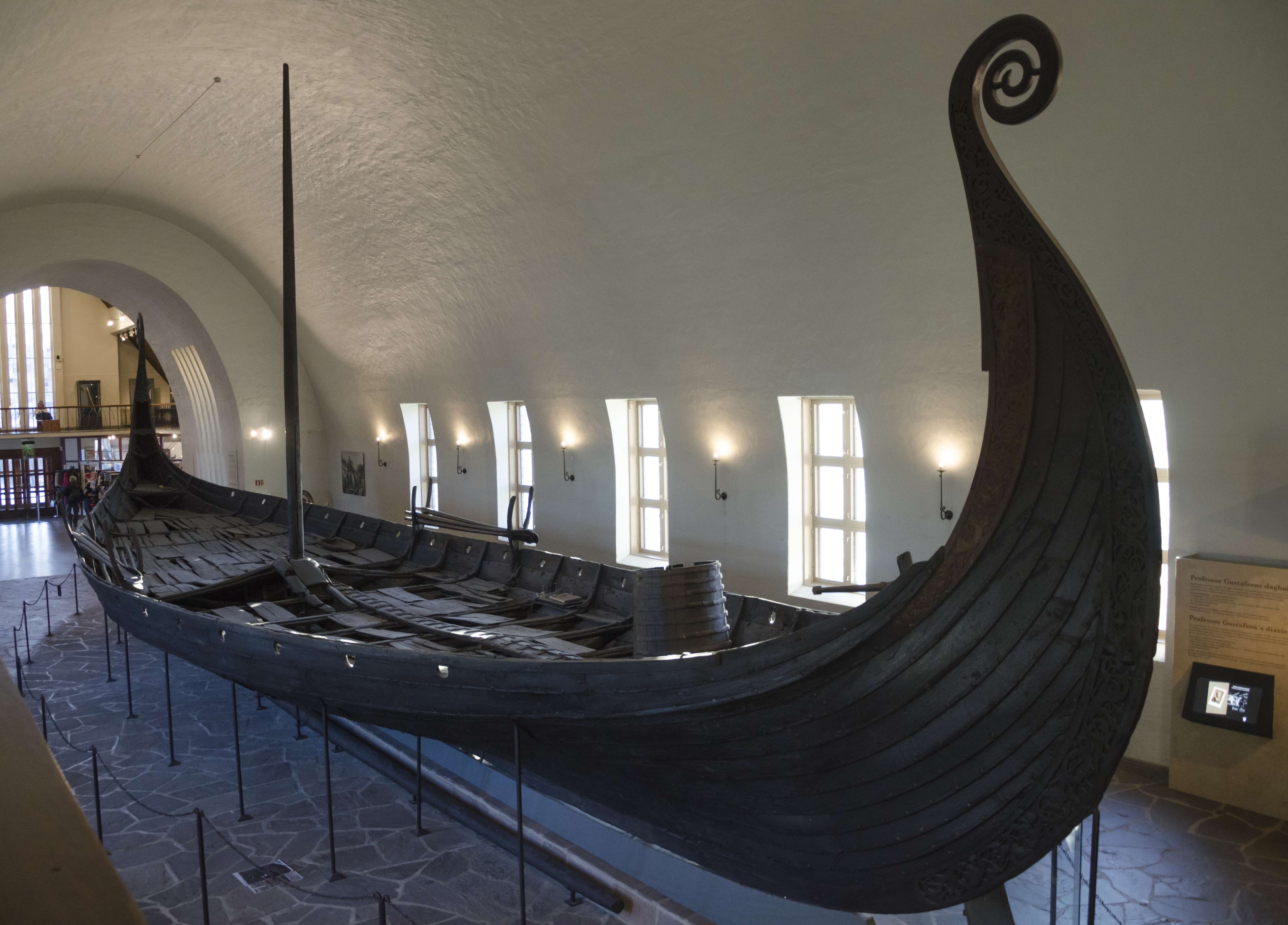
Het Osebergschip is een typisch voorbeeld van het langschip waarmee de Vikingen voeren. Het is te bezichtigen in het Vikingskipshuset in Oslo.

#### Rovers en handelaren
In het midden van de achtste eeuw begonnen de Scandinaviërs de rivierstelsels aan de Oostzee te verkennen, daartoe aangetrokken door de mogelijke handel in zilver. Ze slaagden erin om een handelsroute naar het oosten uit te bouwen die via de Oostzee naar Novgorod en vervolgens zuidwaarts ging naar de Kaspische en de Zwarte Zee en uiteindelijk naar Constantinopel. De koopwaar van de Scandinaviërs bestond uit pelzen, ivoor, barnsteen, honing, bijenwas en wapens die ze verkochten aan onder anderen Arabische en Bulgaarse tussenhandelaren.
Vanaf het einde van de achtste eeuw gingen groepen Scandinaviërs – aangeduid als Vikingen – op rooftocht. Voor deze ontwikkeling geven historici een aantal verklaringen. Zo speelde de techniek een rol met de door de Vikingen ontworpen schepen die lange afstanden konden overbruggen. Daarnaast was er sprake van een sterke bevolkingstoename en waren er als gevolg van de Scandinavische centraliseringspolitiek veel mannen bereid om op rooftocht te gaan.
In 793 vestigden de Vikingen hun reputatie toen ze het kloostereiland van Lindisfarne plunderden. Het nieuws bereikte ook het Frankische Rijk waar Alcuinus over de aanval schreef: "...en nimmer tevoren zijn in Brittannië zulke gruwelen aanschouwd, en hebben heidenen zulk leed teweeggebracht." Vervolgens was het een periode van veertig jaar rustig. Rond 835 werden de plundertochten naar Brittannië hervat. De tochten breidden zich uit over vrijwel alle kuststroken van Europa. In de Lage landen werd de handelsnederzetting Dorestad vele malen geplunderd en ook de plaatsen Antwerpen en Gent werden door de Vikingen overvallen.

#### Migratie

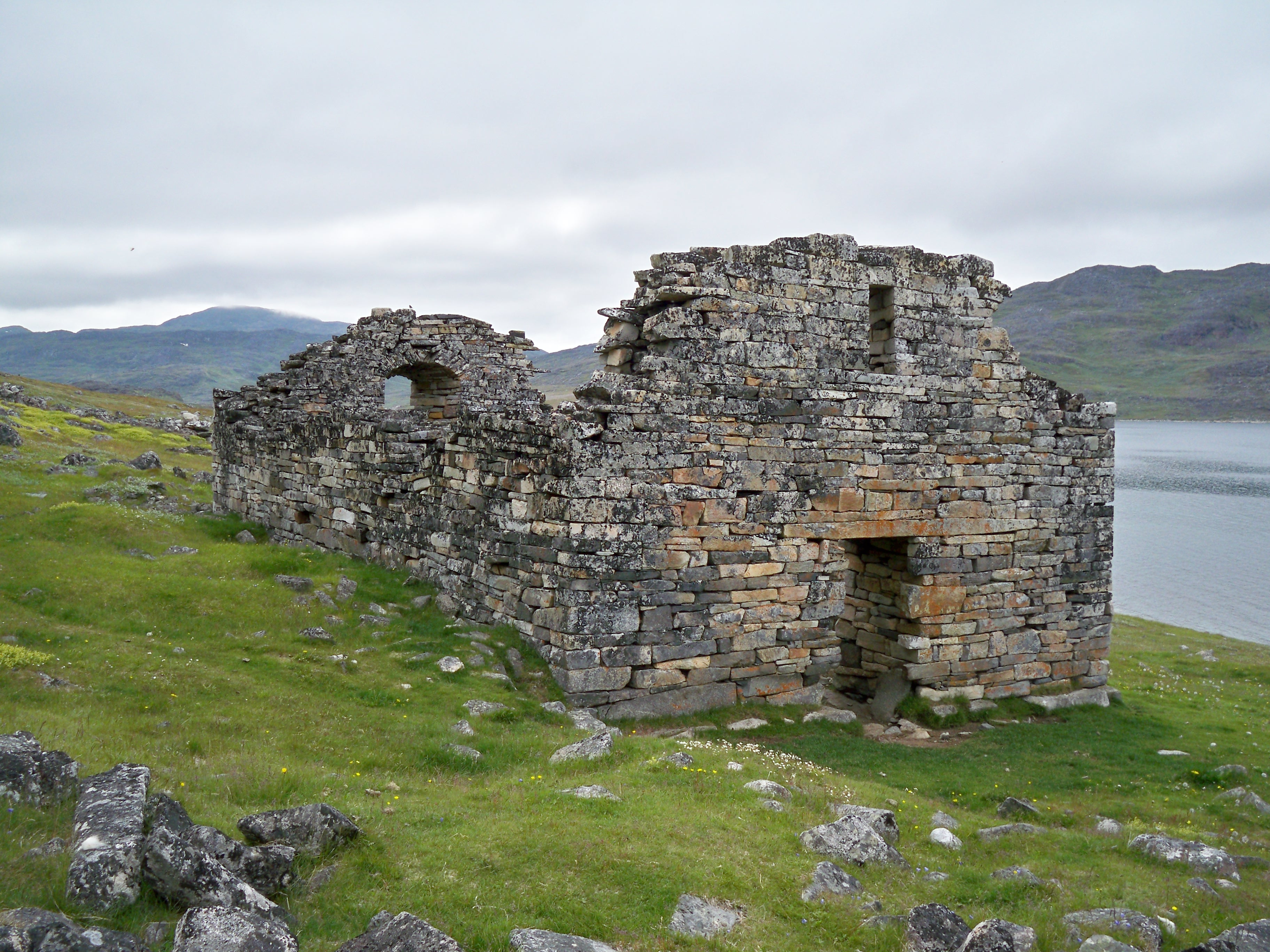
De kerk van Hvalsey, een verlaten Vikingnederzetting op Groenland.

In de loop der jaren begonnen de Noormannen zich te vestigen in de gebieden die zij voorheen geplunderd hadden. Op de Britse eilanden vestigden ze zich voornamelijk op de Schotse eilanden, Oost-Engeland en Zuid-Ierland. In Ierland overwinterden de Vikingen voor het eerst in 839 en twee jaar later richtten ze hun eerste permanente centra op het eiland op, zoals Dublin. Het gebied dat in Engeland door de Vikingen werd ingenomen en door hen gecontroleerd werd vanaf de negende eeuw kwam bekend te staan als de Danelaw. In Engeland zouden de Denen ook een belangrijke aanjager worden van de urbanisatie, met name steden als Lincoln en York kwamen onder hen tot ontwikkeling. Daarnaast verspreidden de Vikingen zich ook verder west- en noordwaarts naar IJsland, Groenland en stichtte Leif Eriksson volgens de saga Vinland in Noord-Amerika.
Op het continentale Europa werd de Vikingenhoofdman Rollo begin tiende eeuw beleend met Normandië door de Karolingische koning om Rouen en de Seine te bewaken tegen aanvallen van zijn soortgenoten. Ook vestigden de Vikingen zich in het huidige Rusland en Oekraïne. Zo zou volgens verhalen het Kievse Rijk gesticht zijn door de Scandinaviërs.

### Midden- en Oost-Europa

#### Avaren en Slaven

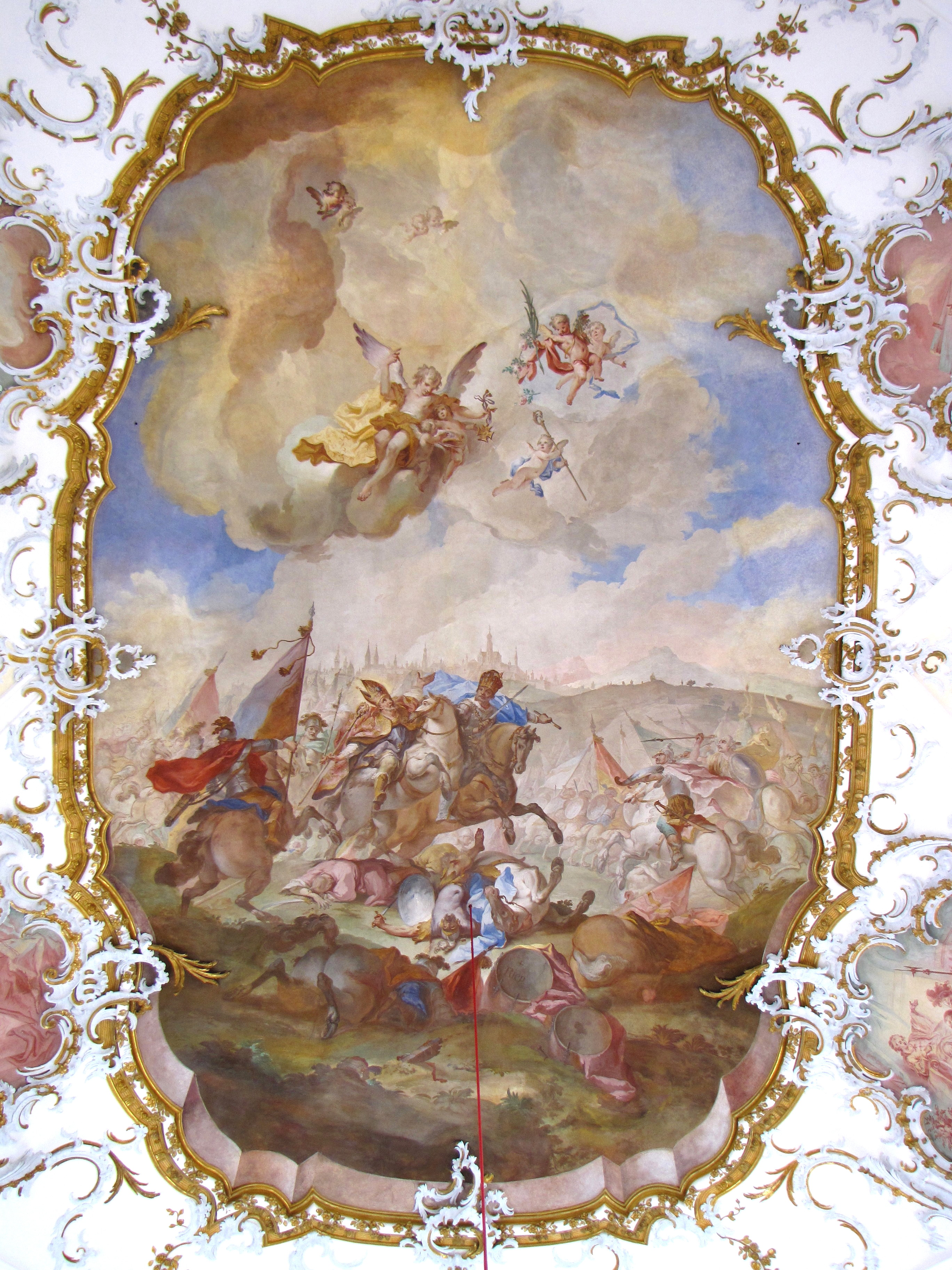
Achttiende-eeuwse fresco van de slag op het Lechveld, geschilderd door Balthasar Riepp voor de Sint-Ulrichskerk in Seeg.

Oost-Europa bleef voor langere tijd een regio waar Slavische en Turkse volkeren hun intrede deden, een politieke entiteit stichtten en vervolgens weer verdwenen. Het merendeel van deze immigranten was Slavisch. De boerengemeenschappen die zij vormden waren vrijwel allemaal onderworpen aan andere volkeren, zoals aan de Turkse Avaren, die hun rijk stichtten op de Pannonische Vlakte. In de halve eeuw na de komst van de Avaren veranderden het centrale Donaugebied en de Balkan van een onaantrekkelijke politieke achtertuin in een van Europa's grootste onrusthaarden.
In 591 drong de Byzantijnse keizer Mauricius de Avaren weer terug naar het gebied ten noorden van de Donau, maar de Slavische kolonisten werden niet verdreven. Toen in 796 het Avaarse Rijk door de Franken van de kaart werd geveegd, wisten de Slavische hertogdommen een zekere mate van zelfstandigheid te houden ten opzichte van de Franken. Enkele hertogdommen ontwikkelden zich tezamen tot het Groot-Moravische Rijk dat bleef bestaan tot de komst van de Magyaren. De Slavische hertogdommen Bohemen en Polen bleven zelfstandig bestaan. Toen de Arabische reiziger Ibrahim ibn Yaqub rond 965 Bohemen bezocht was volgens hem Polen het grootste en het machtigste vorstendom ten oosten van het Duitse Rijk. Op de Balkan ontstonden in de negende eeuw de hertogdommen van Servië en Kroatië.

#### Magyaren
De Magyaren waren een volk dat afkomstig was uit de Oost-Europese steppen. In 836 kwam het voor het eerst tot een confrontatie tussen hen en de Bulgaren, aan de benedenloop van de Donau. Op dat moment bevond het woongebied van de Magyaren zich nog ten noorden van de Zwarte Zee. Aan het eind van de negende eeuw sloten de Byzantijnen een verbond met de Magyaren om de Bulgaren te verslaan, maar khan Simeon I van Bulgarije won de strijd met de hulp van de Turkse Petsjenegen. Hierdoor waren de Magyaren genoodzaakt om te migreren. Ze vonden een nieuw thuisland op de Pannonische Vlakte. Hier speelden ze meteen een rol in de regionale politiek en in 898 begonnen ze met een reeks van invallen in Friuli.
De Magyaren werden een plaag voor de grensstreken van het Oost-Frankische Rijk. In 936 werden de Magyaren door Hendrik de Vogelaar verslagen in de Slag bij Riade. Een beslissende nederlaag voor het volk kwam in 955 met de Slag op het Lechveld. De verliezen onder de Magyaren waren zo groot, dat het besef doordrong dat hun plundertochten geen effect meer hadden. Ze maakten een einde aan hun nomadisch bestaan en onder leiding van hun vorst Géza bouwden ze een gesedenteerde samenleving op. Ook bekeerden ze zich tot het christendom.

#### Roes

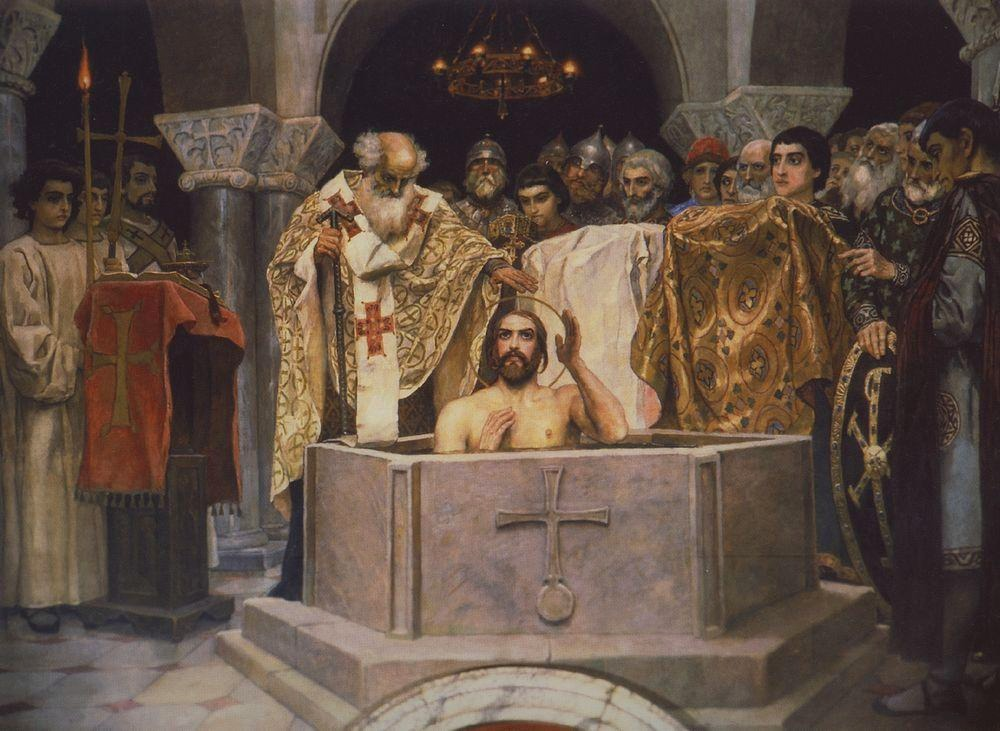
Doop van Vladimir van Kiev, fresco geschilderd door Viktor Vasnetsov.

De Scandinaviërs die over de Wolga en de Dnjepr reisden om handel te drijven, stonden in het oosten bekend als de Roes. In de tiende eeuw wisten zij een reguliere handelsroute op te zetten die de Oostzee met de Zwarte Zee verbond. Hun pleisterplaatsen langs de route trokken Slavische kolonisten aan en deze onderwierpen zich aan hun Scandinavische opperheersers. Enkele van de plaatsen die de Scandinaviërs stichtten waren Holmgard, Moerom, Kiev en Polotsk. De eerste Russische staat werd gesticht door de Scandinavische dynastie van de Ruriken. Het rijk van de Roes groeide uit tot het Kievse Rijk, dat in 941 Constantinopel aanviel waar de Russische vloot werd vernietigd door Grieks vuur. Drie jaar later hadden de Russen meer succes en wisten ze een gunstig handelsverdrag met het Byzantijnse Rijk af te dwingen.
In tegenstelling tot de West-Europese koningen waren de Russische vorsten geen koningen; ze worden doorgaans als vorsten aangeduid. Een ander belangrijk verschil met West-Europese staten was dat de Russische staat voor zijn belasting niet afhankelijk was van de landbouw, maar van de handel. De belangrijkste steden van het Kievse Rijk waren Novgorod en Kiev. In 988 bekeerde vorst Vladimir van Kiev zich tot het orthodoxe christendom. Hiermee maakte hij heel Oost-Europa en Rusland deel van de christelijke wereld.

## Klimaat
Uit de zonneactiviteit valt op te maken dat er omstreeks de tweede helft van de vijfde eeuw sprake was van een koelere periode in Europa, die twee eeuwen lang aanhield. Tussen de jaren 650 en 750 stegen de temperaturen in noordwestelijk Europa. Vanaf het jaar 950 begon de algehele temperatuur verder te stijgen en ontstond het middeleeuwse klimaatoptimum, dat zou aanhouden tot 1350. Door een afname van het aantal vulkaanuitbarstingen gecombineerd met een toename van de zonnestraling ontstonden in bepaalde delen van Europa La Niña-achtige weerpatronen, die warme zomers tot gevolg hadden. Zo kon er in deze periode wijnbouw tot bloei komen in Engeland en de Lage Landen. 
Als gevolg van het mildere klimaat verspreidde de landbouw zich snel en ontstonden er voedseloverschotten. Tevens zorgde de warmte ervoor dat het poolijs smolt, waardoor de doorvaart naar Groenland makkelijker werd voor de Vikingen.

## Economie

### Landbouw

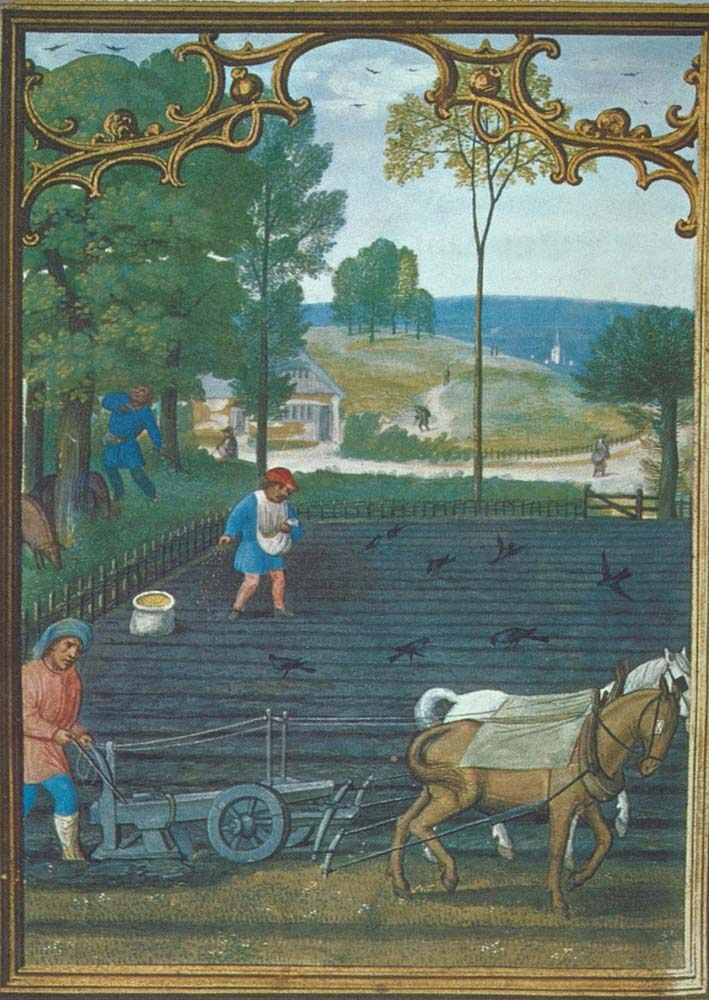
Landbouw in de middeleeuwen.
Duidelijk zichtbaar zijn de hamen van de paarden met daaraan bevestigd de strengen die de trekkracht via evenaars op de keerploeg overbrengen.

Na de val van het West-Romeinse Rijk bleven de landbouwgronden van de Romeinse villa's in gebruik. De boeren vervingen de gespecialiseerde productie voor de Romeinse staatsmarkt door productie voor lokaal gebruik, met een grotere diversiteit aan granen en groenten. Daarnaast lijkt er in veel regio's een verschuiving te hebben plaatsgevonden naar gemengde veeteelt, meestal van varkens, schapen of geiten. Archeologisch onderzoek suggereert dat de villa's in de zevende eeuw grotendeels vervallen waren en dat de boeren woonden in kleine houten gehuchten van een paar huizen en bijgebouwen.
Eind achtste eeuw ontstond in het Karolingisch rijk het drieslagstelsel. In deze agrarische methodiek werd de landbouwgrond verdeeld in drie velden, slagen genaamd. Elk veld kende een drie-jaars cyclus waarin het eerst werd bezaaid met wintergraan, in het daarop volgende jaar met zomergraan, waarna het in het derde jaar braak bleef liggen. De cycli van de drie velden waren ten opzichte van elkaar verschoven, zodat elk jaar zowel zomergraan als wintergraan kon worden geoogst en een veld braak lag. Omdat bij dit stelsel slechts een derde van de landbouwgrond onbezaaid was en niet zoals bij het vroegere tweeslagstelsel de helft, steeg de opbrengst van de grond. Bovendien maakte het de teelt mogelijk van verschillende elkaar aanvullende graangewassen: spelt, rogge en tarwe voor menselijke consumptie, en gerst en haver voor de dieren. Het systeem werd gaandeweg ingevoerd in delen van het huidige Frankrijk, Vlaanderen, Nederland, Duitsland en Engeland.
In dezelfde periode nam in Noord-Europa het gebruik van de keerploeg toe. In het West-Romeinse Rijk was voornamelijk de haakploeg gebruikt, een lichte ploeg die de grond openscheurt. Dit werkte tot tevredenheid op de lichte, droge zandgronden van Zuid- en Midden-Europa, maar voldeed niet op de zware, natte kleigronden die veel voorkomen in Noord-Europa. De keerploeg is een zware ploeg die gemakkelijker de kleiige gronden kan doorploegen. Bovendien keert deze ploeg de grond om die daardoor minder snel uitgeput raakt, waarbij het omgeploegde onkruid voor bemesting zorgt en de ploegsneden de drainage verbeteren. De oudst bekende beschrijving van de keerploeg is van Plinius de Oudere. Frankische boeren perfectioneerden de ploeg en vanaf de tweede helft van de tiende eeuw breidde de toepassing ervan zich uit over geheel Noord-Europa. De nieuwe ploegen waren moeilijk wendbaar en hierdoor ontstond de karakteristieke uitstraling van de middeleeuwse landbouw: lange, gegroefde stroken land, niet onderbroken door omheiningen. Dit nieuwe systeem droeg bij aan het voedseloverschot en een betere levensstandaard voor bijna iedereen.
Een derde belangrijke ontwikkeling in West-Europa was de opkomst van het paard als trekdier. De Frankische boeren verbeterden gaandeweg alle elementen waaruit het Romeinse tuigage voor paarden bestond, zoals het haam, de strengen, de evenaar (krachten-vereffenaar) en de singels. Het resulteerde in een zodanig grotere trekkracht dat het paard de os kon vervangen als trekdier voor ploegen en zwaar beladen wagens. Ossen zijn nog wel iets sterker, maar een paard leert makkelijker, werkt sneller, houdt het langer vol en is wendbaarder. De opkomst van het paard als trekdier verliep langzaam en in sommige gebieden bleven beide dieren eeuwenlang naast elkaar dienstdoen als trekdier.
Geheel anders waren de veranderingen op landbouwgebied in dezelfde periode in het oostelijke Middellandse Zeegebied. Daar was sprake van een grote groei van landelijke nederzettingen en daaraan gerelateerde agrarische productie, waarbij ook dorpen gesticht werden in nieuwe gebieden. De intensieve plattelandsproductie was vaak zeer gespecialiseerd en gericht op zowel lokale als overzeese markten, met een focus op olijfolie- en wijnproductie. Het ging gepaard met een grootschalige toepassing van de schroefpers. Het principe van die pers werd door Plinius de Oudere in de eerste eeuw na Christus beschreven als een innovatie die toen ongeveer een eeuw oud was. De schroefpers werd aanvankelijk vanwege de hoge kosten nauwelijks toegepast. De technologie raakte wijdverbreid in de vierde tot de zesde eeuw in regio's van het oostelijke Middellandse Zeegebied en maakte daar een uitgebreide productie van olijfolie en wijn op commerciële basis mogelijk.
De landbouw op het Iberisch schiereiland lijkt een andere ontwikkeling te hebben doorgemaakt dan die in Oost- en West-Europa. Hoewel er tot op heden nog onvoldoende bewijsmateriaal is voor heldere conclusies, lijkt het erop dat veel landbouwgrond werd verlaten als gevolg van ontvolking. Er zijn echter ook bewijzen gevonden van uitgebreide begrazing en marktgerichte veeteelt van paarden, muilezels en ezels. Het Iberisch schiereiland lijkt economisch los te zijn geraakt van de rest van Europa, om zich vanaf de vijfde eeuw te richten op Noord-Afrika.

### Handel
Een belangrijk element van het economische systeem dat sinds de laatantieke oudheid Europa domineerde, was de langeafstandshandel. Deze was georiënteerd op de Middellandse Zee en verbond Zuid-Europa met Azië. Tot begin twintigste eeuw werd aangenomen dat de handel afgeremd was door de Volksverhuizingen. In de jaren 1920 en -30 stelde de Belgische historicus Henri Pirenne echter dat de handel verstoord werd door de Arabieren. Pirenne wees erop dat er in de zesde eeuw nog sprake was van economische bloei en dat er pas economisch verval was in de achtste eeuw. In de loop der jaren zijn er bezwaren gerezen tegen de these van Pirenne, zo bleef het Middellandse Zeegebied ook na de Arabische veroveringen een belangrijke transitozone. De moslims zouden zelfs zorgen voor een opleving van de internationale handel.
In de loop van de negende eeuw namen enkele Italiaanse stadstaten, zoals Amalfi en Venetië, de handelsnetwerken in het Middellandszeegebied langzamerhand over. Goud, slaven, juwelen, kruiden en zijde werden verhandeld tussen de Arabische wereld en Europa. De Italiaanse steden specialiseerden zich in het exporteren van onder meer linnen en zout. De Vikingen verhandelden op hun beurt barnsteen, honing, was en zwaarden met de Arabische wereld en ook zij importeerden zijde naar Scandinavië.
De regionale handel van kleine markten nam in de loop van de zevende eeuw toe in betekenis. Karolingische koningen verleenden aan diverse plaatsen marktrechten. De regionale handel sloot via de langeafstandshandel aan op jaarmarkten, die in deze tijd ontstonden. Door de gespecialiseerde langeafstandshandel ontstond er ook een nieuw type stadsachtige nederzettingen, de porti, emporia of wiks. Deze steden fungeerden als ontmoetingsplaatsen voor handelaren die werkzaam waren op de hoofdassen van de lange afstandshandel. Bekende voorbeelden van dit soort plaatsen waren Dorestad en Quentovic. De Friezen, die woonden in het Nederlandse kustgebied, beheersten tot de komst van de Vikingen de zeehandel op de Noordzee en de binnenwateren. Hun positie werd vanaf ongeveer 550 versterkt door het verbreken van de Noord-Zuidroute tussen Oostzee en de Middellandse Zee door de inval van Slavische volkeren in Oost-Europa. Vanwege hun waterrijke land, waar vrijwel al het verkeer traditioneel over water moest gebeuren, hadden de Friezen al een uitstekende ervaring met de scheepvaart. De handel van de vroege middeleeuwen kende dan ook een verrassende dynamiek in de agrarische economie van die periode, die slechts een geringe graad van commercialisering kende.
De handel in de vroegmiddeleeuwse periode moet vooral gezien worden als een middel ter bevoorrading van de elite met prestigegoederen die tevens dienst deden als geschenken. Hierbij kan gedacht worden aan wapens, slaven, paarden en goud. Deze geschenken werden vaak uitgewisseld in een vorm van een moreel bepaalde wederkerigheid, zoals tussen krijgsheer en krijger.

### Munten

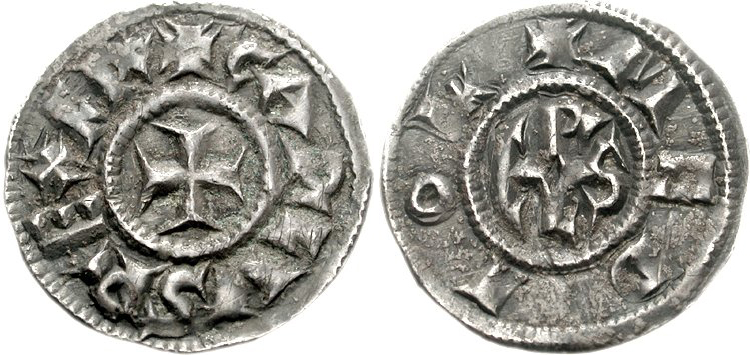
Een denarius, of denier, geslagen ten tijde van de regering van Karel de Grote.

Om de toenemende handel in de zevende eeuw te ondersteunen werd in deze periode een nieuwe munt geïntroduceerd: de denarius, ook wel bekend als de penning. De invoering van deze munt bleek een succes te zijn, want in de achtste eeuw werden er miljoenen penningen geslagen. De zilveren penningen werden geslagen ten gevolge van een voortvloeiende afvloeiing van goud naar het Oosten, die het gevolg was van een negatieve betalingsbalans. Deze afvloeiing zou omslaan in de beginjaren van de regering van Karel de Grote. Vanaf deze periode gingen grote hoeveelheden Arabisch zilvergeld richting het Westen.

## Demografie

### Demografische ontwikkelingen

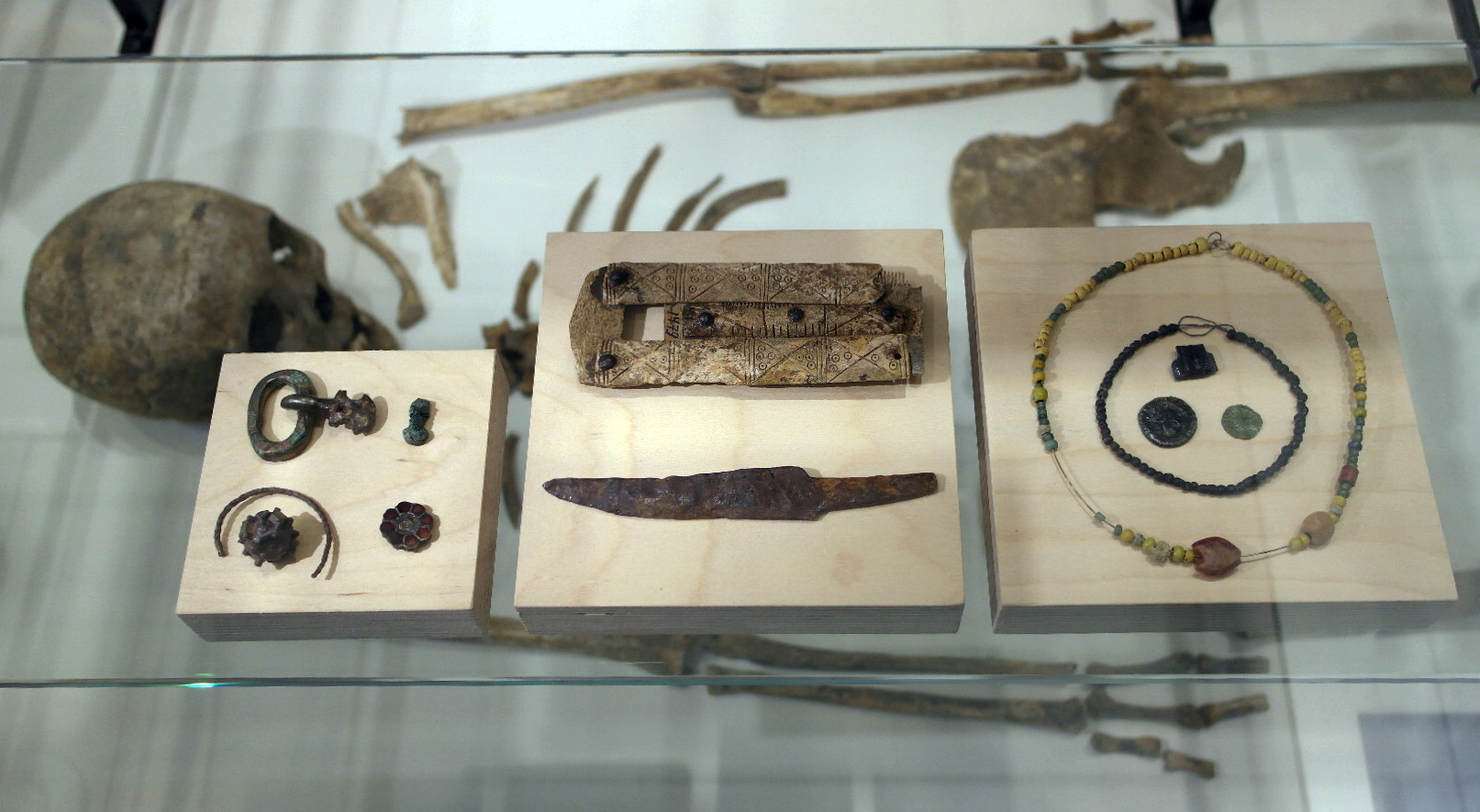
De inhoud van een Merovingisch vrouwengraf uit de zesde eeuw afkomstig van het Vrijthof in Maastricht.

In het jaar 541 brak de Pest van Justinianus uit. Volgens Procopius begon deze ziekte in Egypte en verspreidde ze zich naar Alexandrië en Constantinopel. Hoewel de epidemie in Europa gevolgen had voor het hele kustgebied van de Middellandse Zee, concentreerde ze zich voornamelijk in het oostelijk gedeelte. Italië en Gallië werden wel door de ziekte geteisterd, maar niet zo heftig als de oostelijke kant. De epidemie volgde in haar verspreiding het spoor van de soldaten, scheepslui en kooplui. Zodoende werden ook de drukbezochte Provence en het dal van de Rhône getroffen. Het grootste gedeelte van Aquitanië en Noord-Frankrijk is de dans ontsprongen. Na het jaar 600 was de epidemie vrijwel uitgedoofd, ze werkte uitsluitend nog na in het oosten.
De Volksverhuizingen en de pestuitbraken hadden tot gevolg dat de bevolkingsdichtheid van Europa in de vroege middeleeuwen daalde. Volgens schattingen nam de bevolking met vijftig procent af in post-Romeins Gallië, Italië en Spanje. Sommige dichtbeboste gebieden zoals de Ardennen zouden zelfs geheel ontvolkt zijn geraakt. Lange tijd is aangenomen dat de gehele periode van de vroege middeleeuwen werd gekenmerkt door bevolkingsafname en stagnatie, maar uit modern onderzoek blijkt dat er sprake was van een langzaam, maar gedurig herstel. Volgens voorzichtige schattingen zou de West-Europese bevolking zich tussen de jaren 600 en 1000 ongeveer hebben verdubbeld van circa 12 miljoen naar bij benadering 24 miljoen inwoners. Deze cijfers zijn echter louter hypothetisch; statistische gegevens over de bevolkingsgrootte ten tijde van de vroege middeleeuwen ontbreken volledig.

### Urbanisatie
Gedurende de eerste eeuwen van de vroege middeleeuwen liep de bevolking in de steden drastisch terug. De stad Rome, die in de eerste eeuw nog 1 miljoen inwoners had geteld, zag het inwoneraantal dalen van 500.000 in de vijfde eeuw tot 20.000 à 40.000 in de zevende eeuw. Hiermee was Rome nog steeds de op een na grootste stad van Europa, na Constantinopel. In Italië was het urbane bewustzijn groter dan in de rest van Europa. Zo behielden de steden in Noord- en Midden-Italië de dominantie ten opzichte van het platteland die ze in de klassieke oudheid hadden. De grootste steden krompen er weliswaar, maar de demografische verschuivingen waren in breder perspectief marginaal.
Met name de voormalige Romeinse steden in Noord-Europa hadden in de vijfde en zesde eeuw te maken met een sterke achteruitgang. Meerdere steden lijken in deze periode volledig te zijn verlaten. Uitzonderingen hierop zijn zowel York als Canterbury, die als bolwerken van de autoriteiten wisten te overleven. De de-urbanisatie werd niet zo zeer veroorzaakt door een demografische achteruitgang. Het lijkt eerder het geval dat de steden hun aantrekkingskracht verloren en dat daarom minder mensen naar de steden trokken. Op den duur veranderden enkele landelijke dorpen in handelsemporia.
Aan het eind van de tiende eeuw was Constantinopel nog steeds de grootste stad van Europa, met een inwoneraantal dat waarschijnlijk zo'n 600.000 bedroeg. In het westen was Córdoba de grootste stad, met zo'n 100.000 inwoners. De meeste Europese steden, zoals Keulen, Rome en Milaan, hadden op dat moment tussen de 30.000 en 40.000 inwoners. Het aantal inwoners van Londen en Parijs lag zelfs beneden de 20.000. De meest verstedelijkte regio tussen de achtste en de tiende eeuw was Andalusië, met 400.000 inwoners.

## Maatschappij

### Levensomstandigheden
Uit onderzoek blijkt dat in de vroegste middeleeuwen hout het voornaamste bouwmiddel werd voor huizen. In de oudheid was hout alleen een bouwmiddel geweest voor de allerarmsten. Zowel in Noord-Gallië, Noord-Spanje als in Italië werd er in het begin van de middeleeuwen overgestapt van het bouwen met steen naar het bouwen met hout. Ook de elite maakte hier gebruik van. Zo bouwden ze de allereerste kastelen van hout. De grootte van de woningen in de Europese dorpen verschilde nogal. Ten noorden van de Rijn concentreerde het leven van de Europese boeren zich rondom hun woonplaats en ze leefden in een boerderij die 25 mensen kon huisvesten. Hun boerderijen waren dan ook vrij groot omdat hier zowel mensen als dieren verbleven en ze waren ook kwalitatief goed gebouwd. Ten zuiden van de Rijn waren de huizen minder goed gebouwd, waren kleiner en hadden ook nauwelijks een veestal.
Hoe het werk op de vroegmiddeleeuwse boerderij over de verschillende seksen werd verdeeld is onduidelijk, maar over het algemeen was de vrouw meer aan het huis gebonden dan de man. In de vroege middeleeuwen veranderde ook het voedselpatroon. De middeleeuwse boer was in grotere mate een vleeseter dan de boer uit de klassieke oudheid. Met name varkensvlees was populair. Het dieet in deze periode was een redelijk gezonde mix van landbouwproducten zoals brood, vlees en verzameld voedsel zoals bessen, noten, zaden en paddenstoelen. Er waren wel grote regionale verschillen, zo werd langs de kust meer vis gegeten dan landinwaarts en verhoudingsgewijs aten Zuid-Europeanen meer brood dan Noord-Europeanen.

### Slavernij

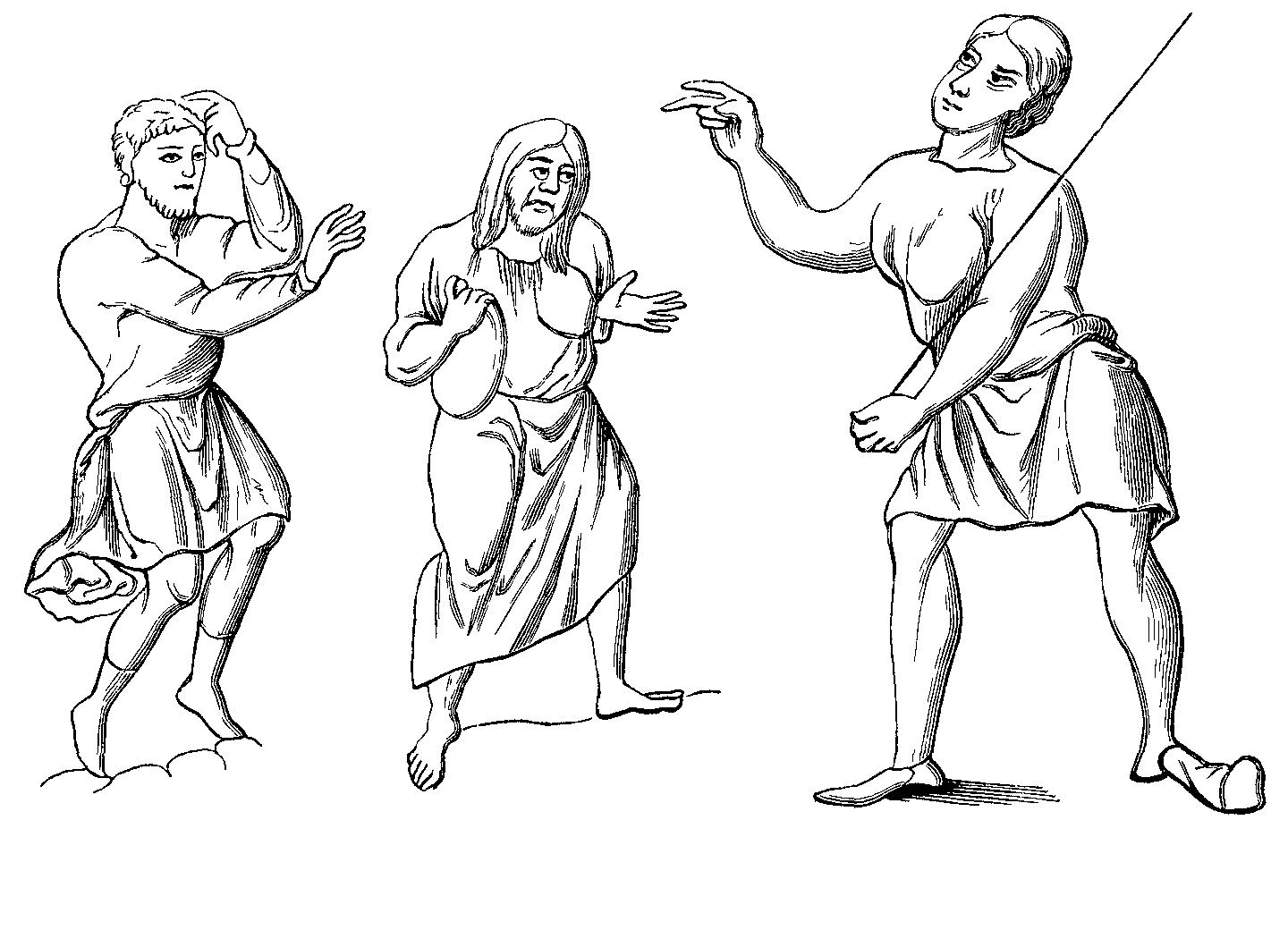
De kleding van de slaven tussen de zesde en twaalfde eeuw, zoals vastgesteld door H. de Vielcastel.

Met het verdwijnen van het West-Romeinse Rijk in Europa verdween echter niet de slavernij op het continent. Mensen die overwonnen waren in onderlinge oorlogen tussen de vele volkeren, werden vaak tot slaaf gemaakt. Daarnaast werd de slavenpopulatie aangevuld door mensen die in armoede terechtkwamen en ten einde raad zichzelf verkochten en anderen werden door middel van de slavernij gestraft. De Longobardische monnik en historicus Paulus Diaconus maakte melding dat het noorden van Europa een dermate gezond oord was dat de mensen zich daar bleven voortplanten. Volgens hem was dat de reden dat "immense hoeveelheden slaven zo dikwijls worden weggevoerd uit het dichtbevolkte Germania en worden verkocht aan de mensen in het zuiden." Zo waren de Vikingen bekende slavenhandelaren.
Na problemen met epidemieën en opstanden van Afrikaanse slaven wendden Arabische handelaren zich tot de slavenmarkten in het noorden en het westen. Ze betaalden goed voor deze arbeidskrachten: het prijsniveau lag ten zuiden van de Middellandse Zee driemaal zo hoog als in het noorden. Geleidelijk aan verplaatsten de slavenmarkten van West-Europa zich verder oostwaarts. Zo waren de steden Mainz, Praag belangrijke slavenmarkten en was Venetië de belangrijkste exportplaats voor de slavenhandel.
Lange tijd liet de Katholieke Kerk de slavernij ongemoeid, maar omstreeks het jaar 1000 kwam daar verandering in door de religieuze hervormingsbeweging die toen gaande was. Er kwam een meer gereserveerde houding van de kerk tegenover de slavernij, als reactie op het veelvuldig voorkomen van concubinaat en bastaardij met slavinnen. De hervormingsbeweging greep snel om zich heen in het continentale Europa en wist een einde te maken aan de slavernij. In het Angelsaksische Engeland werd deze pas na de Normandische verovering van Engeland (1066-1072) afgeschaft. In het Angelsaksische Engeland leefde tussen de 10 en 30 procent van de bevolking in slavernij.

### Horigheid
Tijdens de vroege middeleeuwen ontstond een nieuwe maatschappelijke structuur, die onder meer tot gevolg had dat veel boeren hun vrijheid verloren en horigen werden. Horigheid was erfelijk: de boeren en hun nakomelingen hoorden bij de grond van hun heer. Horigheid hield in dat de boeren met een heer, die een aristocraat of clericus kon zijn, wederzijdse verplichtingen overeen kwamen. Al kon de precieze vorm van de verplichtingen variëren per regio, essentieel was dat de boeren een deel van hun oogst afstonden aan de heer of dat ze werkzaamheden verrichtten op de herenhoeve. Als tegenprestatie bood de heer hen rechtszekerheid, veiligheid en ook enige sociale zekerheid.
Met name in Frankrijk en Engeland werden de meeste boeren horigen en ook in de Nederlanden kwam horigheid veel voor. In Saksen daarentegen en in andere delen van het huidige Duitsland bleven de vrije boeren in de meerderheid. In Italië kwam horigheid niet voor. Het is onbekend hoe de horige boeren hun zelfstandigheid kwijtraakten. Een van de mogelijkheden die worden geopperd is dat de boeren vrijwillig hun zelfstandigheid opgaven in ruil voor bescherming. Ook gedwongen opgave of regelrechte usurpatie worden niet uitgesloten.
De heren gingen soms over tot het tijdelijk verlichten van de diensten op de herenhoeve, om de horigen in te kunnen zetten bij nieuwe ontginningen. De boeren moesten dan woeste gronden cultiveren door middel van het droogleggen van moerassen en het kappen van bossen. Gaandeweg gingen sommige heren ertoe over om de verplichtingen van de horigen om te zetten naar betalingen in geld, waarbij het eenmaal overeengekomen bedrag niet meer veranderd kon worden. Deze regeling was op termijn gunstig voor de boeren, omdat hun verplichtingen door inflatie van het geld steeds kleiner werden. Toen de prijzen van de landbouwproducten stegen, konden boeren op kleine schaal gaan ondernemen en hun goederen op lokale markten gaan verkopen.

### Feodalisme en vazalliteit

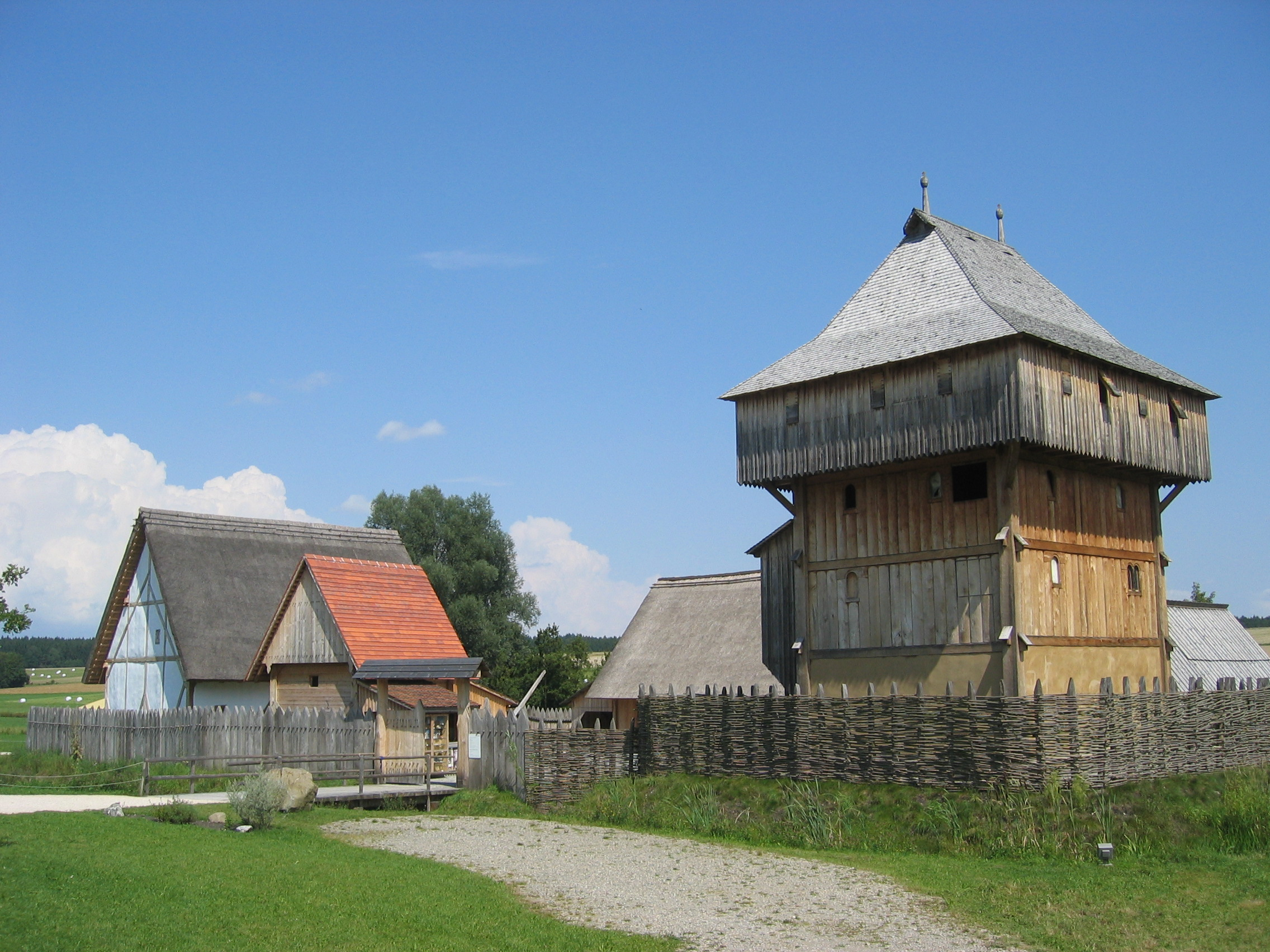
Een nagebouwde vroegmiddeleeuwse burcht in Kanzach, Duitsland.

De Karolingische koningen hadden hun fideles, hun trouwe mannen die voor hen vochten. In de tiende eeuw werden koningen meer afhankelijk van deze afhankelijkheidsbanden en hadden ze vasalli (vazallen) nodig. Zij waren bewapende mannen die voor hun heer vochten. Soms was het zo dat deze ondergeschikten een stuk land van hun heer kregen, als beloning voor hun militaire trouw. De terminologie die aan deze landgoederen werd gegeven was een leengoed (feodum), hieraan werd de term feodalisme ontleend. Deze term duidt op het sociale en economische systeem dat gecreëerd werd door de onderlinge relaties tussen heren, vazallen en leengoederen.
In het feodale systeem kwam het soms voor dat een heer vazal van een andere heer was en tegelijkertijd ook zelf vazallen had. De vazalliteit was vrijwillig en publiekelijk en in sommige regio's ging ze ook gepaard met een ceremonie. Hierin knielde de toekomstige vazal, plaatste zijn handen tussen die van zijn heer en zei daarop: "Ik beloof u uw man te zijn". Deze woorden werden gevolgd door de belofte van trouw die de vazal aflegde met zijn hand op een reliek of de Bijbel. Door deze ceremonie waren de vazal en de leenheer publiekelijk aan elkaar verbonden en hadden ze de wederzijdse verplichting om elkaar te helpen.

## Religie

### Christendom

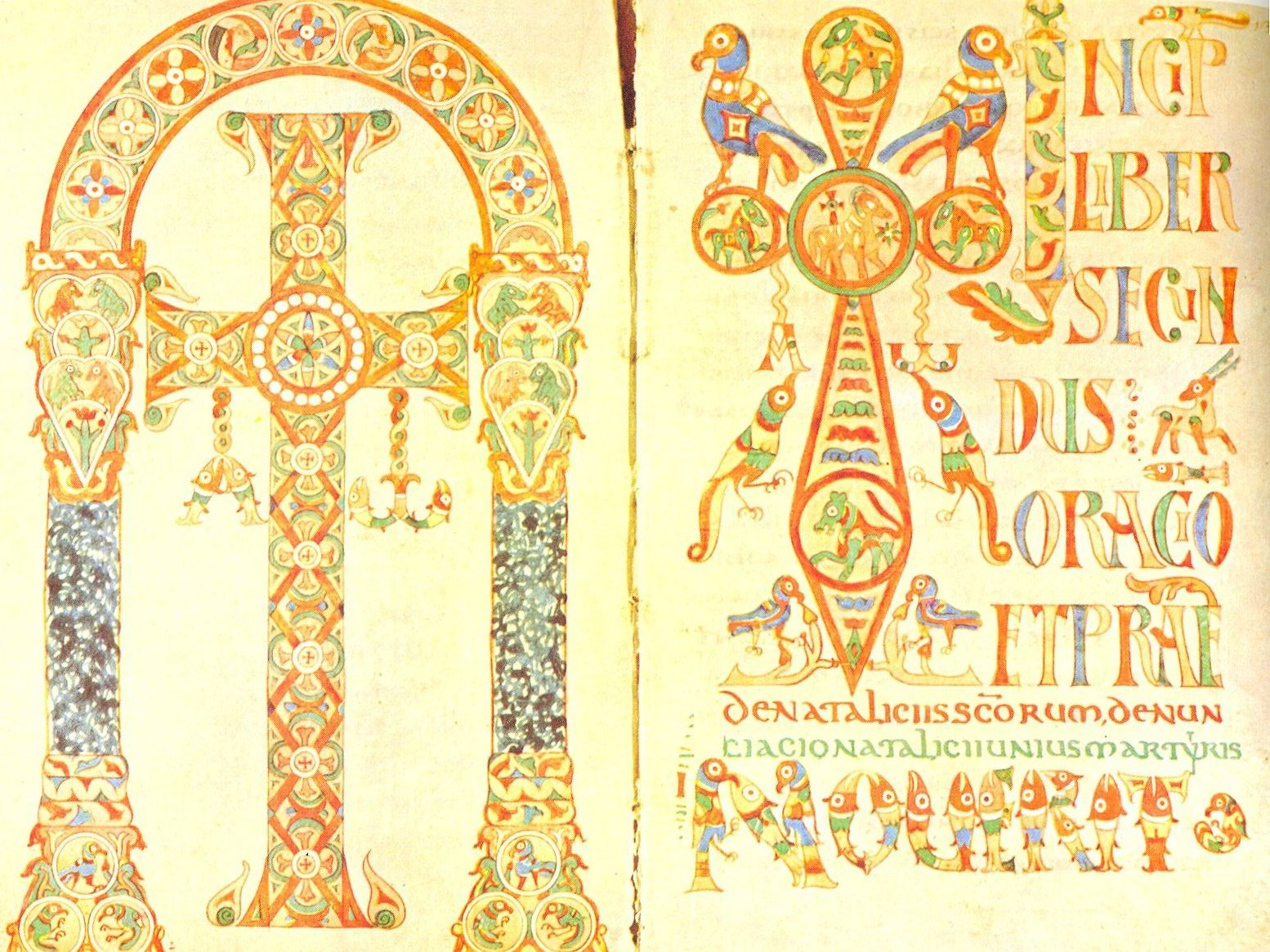
Frontispiece van het Sacramentarium Gelanasium. Dit christelijke liturgieboek werd vervaardigd tussen 628 en 715.

Onder keizer Theodosius I was in het jaar 380 het christendom tot staatsgodsdienst van het Romeinse Rijk verheven. Omstreeks het jaar 300 was 10 tot 25 procent van de totale bevolking van het rijk christelijk en aan het eind van de eeuw was dat naar schatting de helft. Het succes van het christendom werd versterkt door drie institutionele factoren die bepalend zijn geweest voor de richting waarin de kerk zich daarna ontwikkelde. Deze factoren waren: de leidende rol die de keizer en de bisschop van Rome hadden, de snelgroeiende rijkdom van de kerk en de strakke bisschoppelijke organisatie die voortkwam uit de laatantieke basiseenheden van het civiele bestuur, de civitates.
De rijkdom van de kerk was deels afkomstig van de paganistische heiligdommen die de kerk overnam. Een ander deel van de geldmiddelen was afkomstig van schenkingen van koningen en keizers. Dankzij dit kapitaal kon de kerk een centrale positie innemen in de maatschappij door er verschillende vormen van weldadigheid uit te bekostigen, zoals armen- en ziekenzorg. Hierdoor verkreeg de kerk een moreel gezag in brede (onder)lagen van de vroegmiddeleeuwse maatschappij. De West-Europese aristocratie, die veel geld schonk aan de kerk, ging ook vaak over tot het stichten van eigen kerken en kloosters. Dit "eigenkerkensysteem" was wijdverbreid tijdens de vroege middeleeuwen.

#### De kerk van Rome

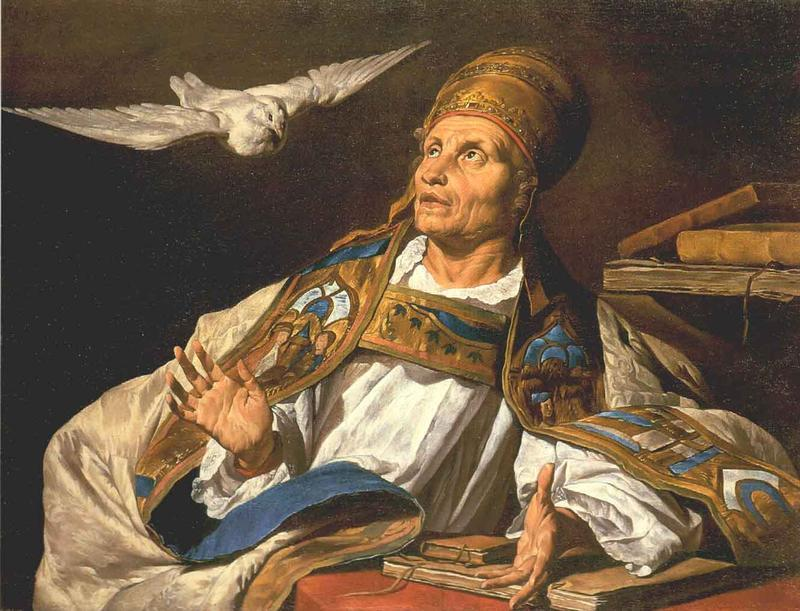
Paus Gregorius de Grote, zeventiende-eeuws portret geschilderd door Matthias Stom.

In de kerkelijke hiërarchie stonden er boven de metropolitanen, de latere aartsbisschoppen, de patriarchen. Deze naam was bij het Eerste Concilie van Nicea toegekend aan de bisschoppen van de grootste steden van het Romeinse Rijk. Er ontstond al snel een strijd om de hoogste positie die gewonnen werd door de bisschoppen van Rome, de pausen. Zij beriepen zich op de bijzondere plaats van Rome in de christelijke heilsgeschiedenis, namelijk als sterfplaats van de apostel Petrus. De pausen presenteerden Petrus als de eerste paus en beriepen zich erop zijn opvolgers te zijn. Onder anderen Leo I was een belangrijke paus in het vestigen van het primaatschap van de bisschoppen van Rome.
Naast hun religieuze positie als bisschop van Rome hadden de pausen ook wereldlijke macht en waren ze in de zesde eeuw de machthebbers over de stad Rome. Onder paus Gregorius I werd de fundering gelegd voor de latere seculiere en religieuze invloed die de pausen zouden hebben. Ten tijde van het pontificaat van Gregorius werd de paus de grootste landbezitter van Italië en organiseerde hij de verdediging van de stad Rome. Gregorius raakte wel in conflict met Constantinopel. Kort voor zijn pontificaat nam patriarch Johannes IV Nesteutes de titel van "oecumenisch patriarch" aan, waarmee hij het oppergezag over alle bisschoppen kon claimen. Dit riep wrevel op bij Gregorius en de ruzie hierover leidde tot een scherper wordende rivaliteit tussen Rome en Constantinopel.
Toen de Byzantijnse keizer in de achtste eeuw zijn macht over Rome verloor, raakte hij ook zijn macht over de paus kwijt. Daarnaast waren er ontwikkelingen die leidden tot een steeds grotere verwijdering tussen de keizer in Constantinopel en de paus, zoals de Byzantijnse aantasting van het kerkelijk bezit in Zuid-Italië, de voorkeur van enkele Byzantijnse keizers voor het iconoclasme en het gebrek aan bescherming door de Byzantijnen tegen de Longobarden. Hierom zochten de pausen naar een nieuwe bondgenoot en beschermer, en deze vonden ze in de Karolingen. Pepijn de Korte erkende de Res publica Sancti Petri, die indertijd bestond uit de steden Ravenna en Rome en omringende gebieden.

#### Monasticisme

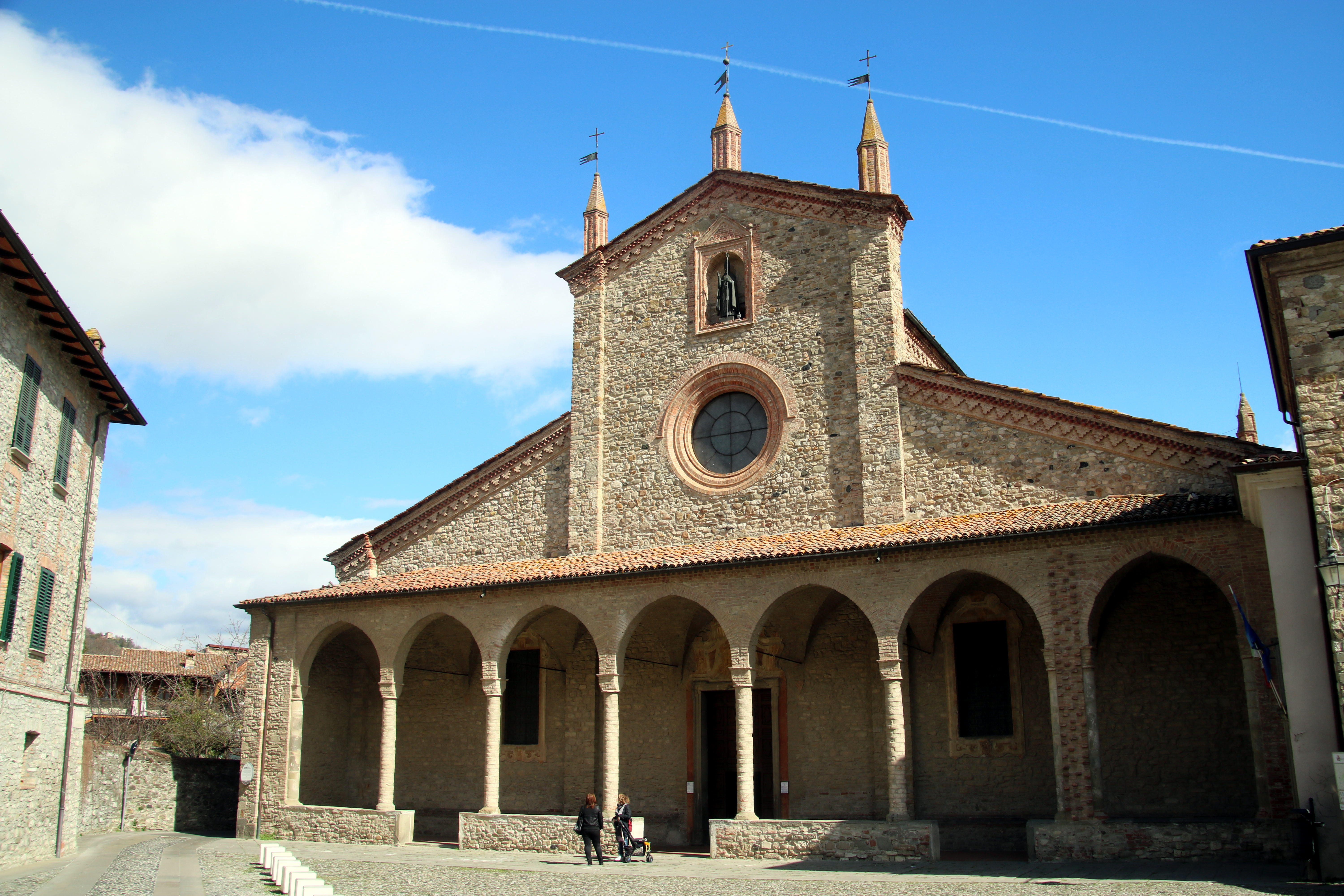
De basiliek van de Abdij van Bobbio die in 614 werd gesticht door Columbanus.

Een van de eerste monniken die een kloostergemeenschap stichtte was Basilius van Caesarea en zijn gemeenschap kwam model te staan voor de eerste kloosters in Klein-Azië. De kloosterregel van Basilius zou aan de basis liggen van het kloosterleven van de oosterse kerk. Tevens zorgde hij ervoor dat de monastieke beweging onder de kerkelijke hiërarchie kwam te vallen. Waarschijnlijk speelde bisschop Hilarius van Poitiers een belangrijke rol bij het overbrengen van de oosterse monastieke gebruiken naar West-Europa. Tegen de vijfde eeuw was de ascetische traditie vanuit het oosten overgebracht naar West-Europa en kreeg het kloosterleven vaste voet aan de grond.
Een van de belangrijkste vormgevers van het kloosterleven was Benedictus van Nursia. Deze Italiaanse monnik was verantwoordelijk voor het opstellen van de Regula Benedicti, zijn kloosterregel. Zijn regel kreeg grote bekendheid door de hagiografie die paus Gregorius de Grote over hem schreef. Vele eeuwen lang zou de Regel van Benedictus de standaardvoorschriften van het leven in de Europese kloosters bepalen. In de loop der eeuwen verwaterde de handhaving van Benedictus' kloosterregel en dit noopte tot hervormingen. Verscheidene kloosters hervormden in de tiende eeuw, en de grootste hervorming vond plaats in de Orde van Cluny. De orde zou aan het einde van de elfde eeuw aan het hoofd staan van een omvangrijk kloosterimperium. Het was een kweekplaats voor toegewijde prelaten en een leerschool voor vrome vorsten. Tevens zou de orde aan de wieg staan van de Gregoriaanse hervorming van het pausschap in de elfde eeuw.

#### Kerstening

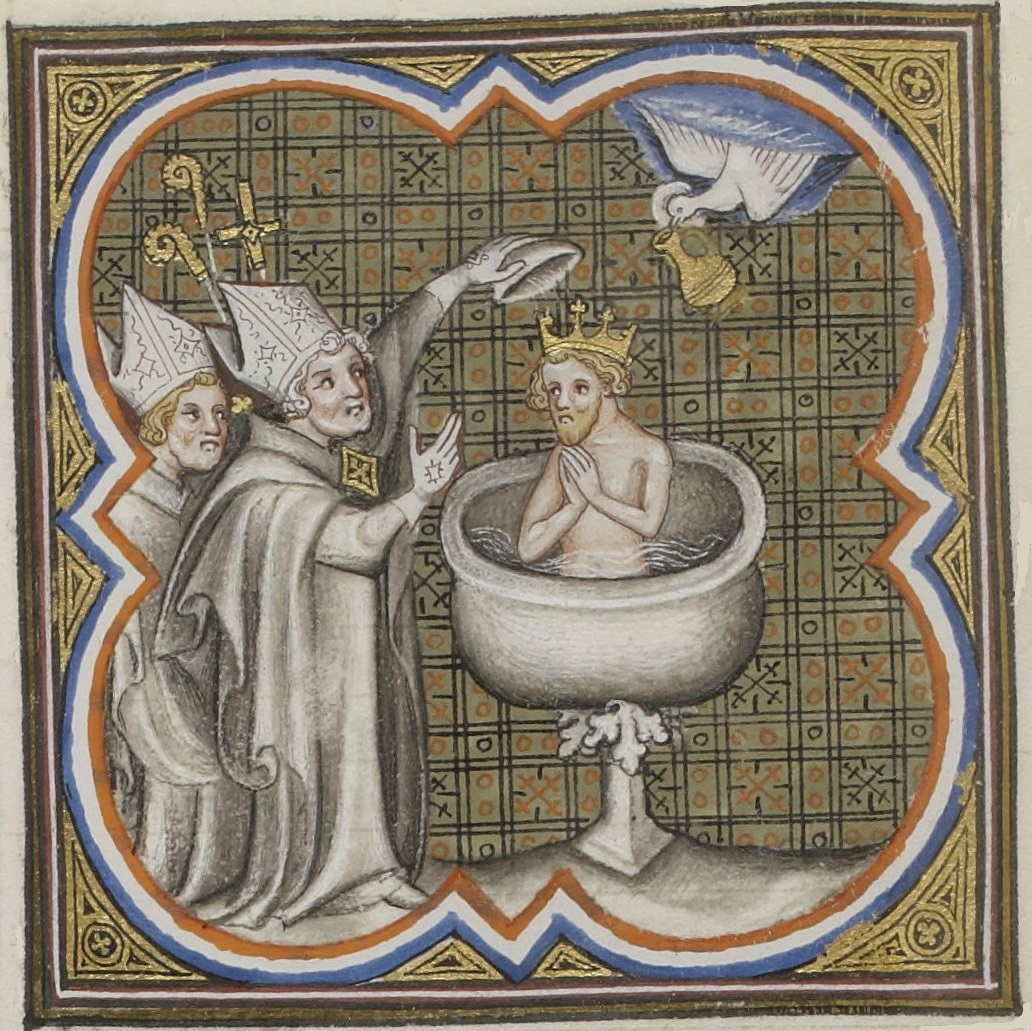
De doop van Clovis, miniatuurafbeelding uit de veertiende-eeuwse Grandes Chroniques de France.

Het christendom was in de vroege middeleeuwen gericht op het bekeren van anderen tot het ware geloof. Deze missioneringsdrang vond zijn oorsprong in de Bijbel, maar pas na 311 kwam de missiedrang van de christenen op gang. Kerkvader Augustinus schreef dat de kerk niet beperkt moest blijven tot de beschaafde wereld van het Romeinse Rijk en dat daarom ook de barbaarse heidenen tot het ware geloof van de kerk gebracht moesten worden. Hij tekende hier wel bij aan dat hij een tegenstander was van bekering door geweld. Ongelovigen moesten overtuigd worden.
Door de invallen van de vele volkeren ten tijde van de Volksverhuizingen werd het christendom in Europa enige tijd teruggedrongen. Deze volkeren lieten zich vrij snel bekeren tot het christendom, zo bekeerden de Goten zich al in de vierde eeuw. Een van de bekendste bekeerlingen was de Frankische koning Clovis I omstreeks 500. Zijn krijgers en volgelingen zagen zich genoodzaakt om dit voorbeeld te volgen. De bekering hield dus niet een individuele geloofsgetuigenis in, maar was een collectieve actie binnen een clientèlesysteem. Het kwam met enige regelmaat voor dat koningen en de aristocratische elite zich bekeerden uit politiek opportunisme. De militaire onderwerping van regio's en volkeren door het Frankische Rijk ging – in strijd met de wens van Augustinus – gepaard met gedwongen kerstening. Tot de eerste slachtoffers van deze methode behoorden de Friezen en de Saksen. Het bekeringswerk bij deze volkeren werd meestal ondernomen door Angelsaksische missionarissen, zoals Willibrord en Bonifatius, vaak onder Frankische bescherming. De Saksen konden pas echt "bekeerd" worden toen Karel de Grote overging tot militaire onderwerping en na de onderwerping zouden nog vele opstanden plaatsvinden die lange tijd de missionering hinderden.
De kerstening was ook een vorm van competitie tussen de Franken en het Byzantijnse Rijk, die beide politieke invloed zochten in Oost-Europa. Toen de Moravische vorst Rastislav verdere autonomie van de Franken wilde, zocht hij naar de steun van Byzantium. De latere heiligen Cyrillus en Methodius trokken erop uit om hem te bekeren. Ze stelden ook een nieuw alfabet samen, dat aansloot op de Slavische talen. Het Oudkerkslavisch was een belangrijk wapen in de kerstening van de Slavische bevolking in Oost-Europa. Uiteindelijk koos Moravië inderdaad voor Rome, maar de Byzantijnse kerk zou wel voet aan de grond krijgen in Servië en Bulgarije.
De Franken ondernamen ook pogingen om Scandinavië te kerstenen, maar deze liepen al snel vast. Het duurde tot de tiende eeuw voor de kerstening van de Scandinavische volkeren zich voltrok. Omstreeks 960 bekeerde de Deense koning Harald Blauwtand zich en dit leidde tot verdere kerstening door de militaire successen die de Deense koningen boekten. Waar de koningen en de edelen zich snel bekeerden, duurde dit langer bij het gewone volk. Zij zouden tot aan de twaalfde eeuw paganistische rituelen blijven uitvoeren. In het begin van de tiende eeuw werd ook Bohemen gekerstend. Hoe dit is gebeurd is met legenden omgeven. De kerstening van Polen werd vanuit Bohemen ondernomen waarin Adalbert van Praag een hoofdrol speelde. Hij kwam in 997 om het leven in een poging om de paganistische Pruisen te bekeren.

### Jodendom

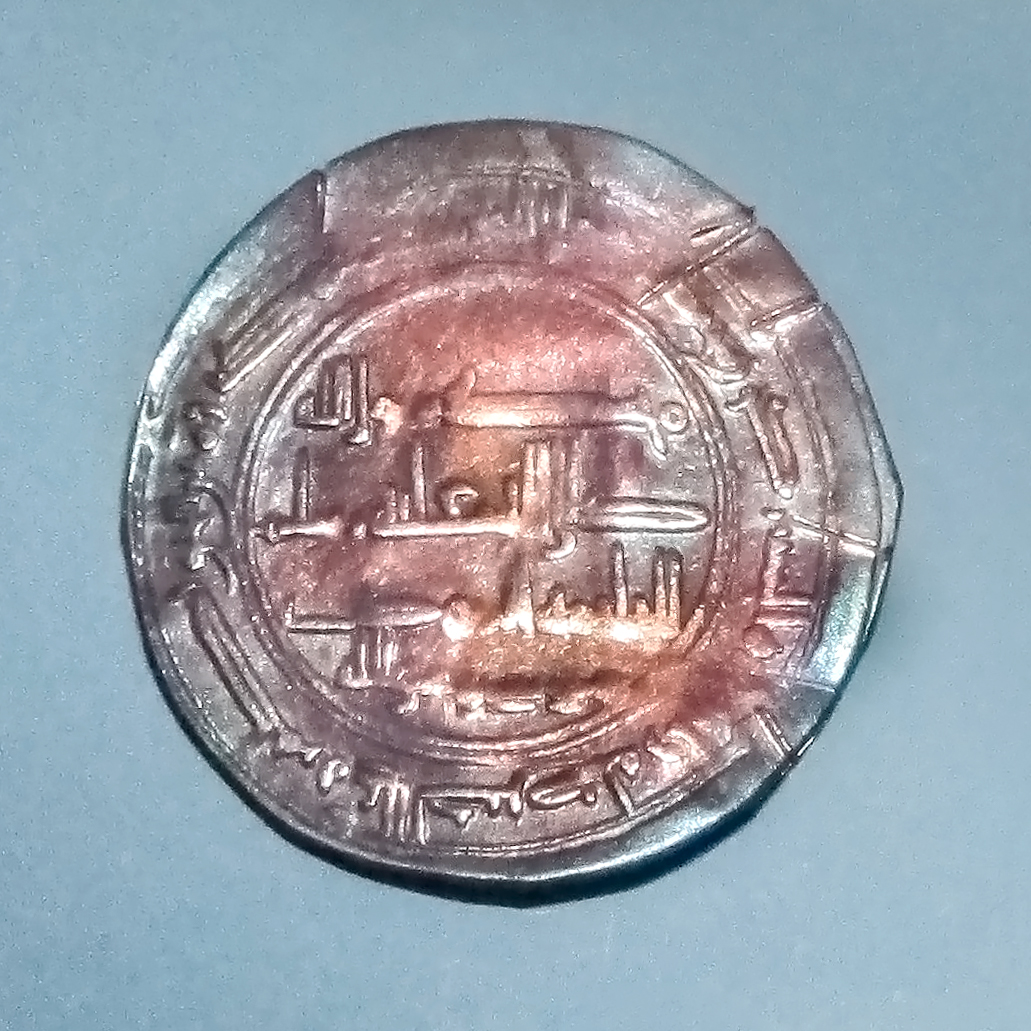
De zogenaamde Mozesmunt die afkomstig zou zijn uit het rijk der Chazaren.

Gedurende de vroege middeleeuwen bleven de Joden als een geïntegreerde groep deel uitmaken van de samenleving in West-Europa. Zo waren ze goed geïntegreerd in de Bourgondische samenleving waar ze de lokale taal spraken, hun kinderen christelijke namen gaven en de wijngaarden verzorgden. In Bourgondië leefden de meeste Joden op het platteland in plaats van in de steden. Daarnaast waren de vroegmiddeleeuwse Joden actief als kooplieden. Enkele leiders in het Frankische Rijk gaven de aanzet tot het vervolgen van Joden en deden pogingen tot bekeringen, maar het Jodendom werd daar niet structureel bedreigd.
Een van de gebieden waar de Joden wel vervolgd werden was in het Visigotische Rijk. In 506 kwamen de eerste antisemitische wetten tot stand waarbij Joden onder meer werden uitgesloten van het bekleden van staatsambten en er geen nieuwe synagogen gebouwd mochten worden. Onder koning Sisebut moesten joden zich bekeren tot het christendom en onder koning Recceswinth werd het vieren van de Pesach verboden. Ook verbood deze laatste andere joodse gebruiken, zoals de besnijdenis, en verloren joden het recht om rechterlijke stappen tegen christenen te ondernemen. De sterke mate waarin de Visigotische heersers het anders-zijn van de Jood gebruikten om de Gotische eenheid te verstevigen is uitzonderlijk. Pas bij het begin van de Eerste Kruistocht zou dergelijk antisemitisme weer de kop opsteken. Na de Arabische verovering van het Visigotische Spanje zullen de Hispaanse Joden hun komst als een bevrijding hebben ervaren, omdat ze onder de islam meer vrijheden kregen.
In de vroege middeleeuwen wist het jodendom zich ook verder te verspreiden. Zo bekeerde de leidende laag van het Rijk der Chazaren, die leefden op de steppen ten noorden van de Kaukasus, zich tot het judaïsme. Mogelijk verwierf de religie daar ook de status van staatsreligie, maar dat wordt betwist door historici.

### Islam in Europa

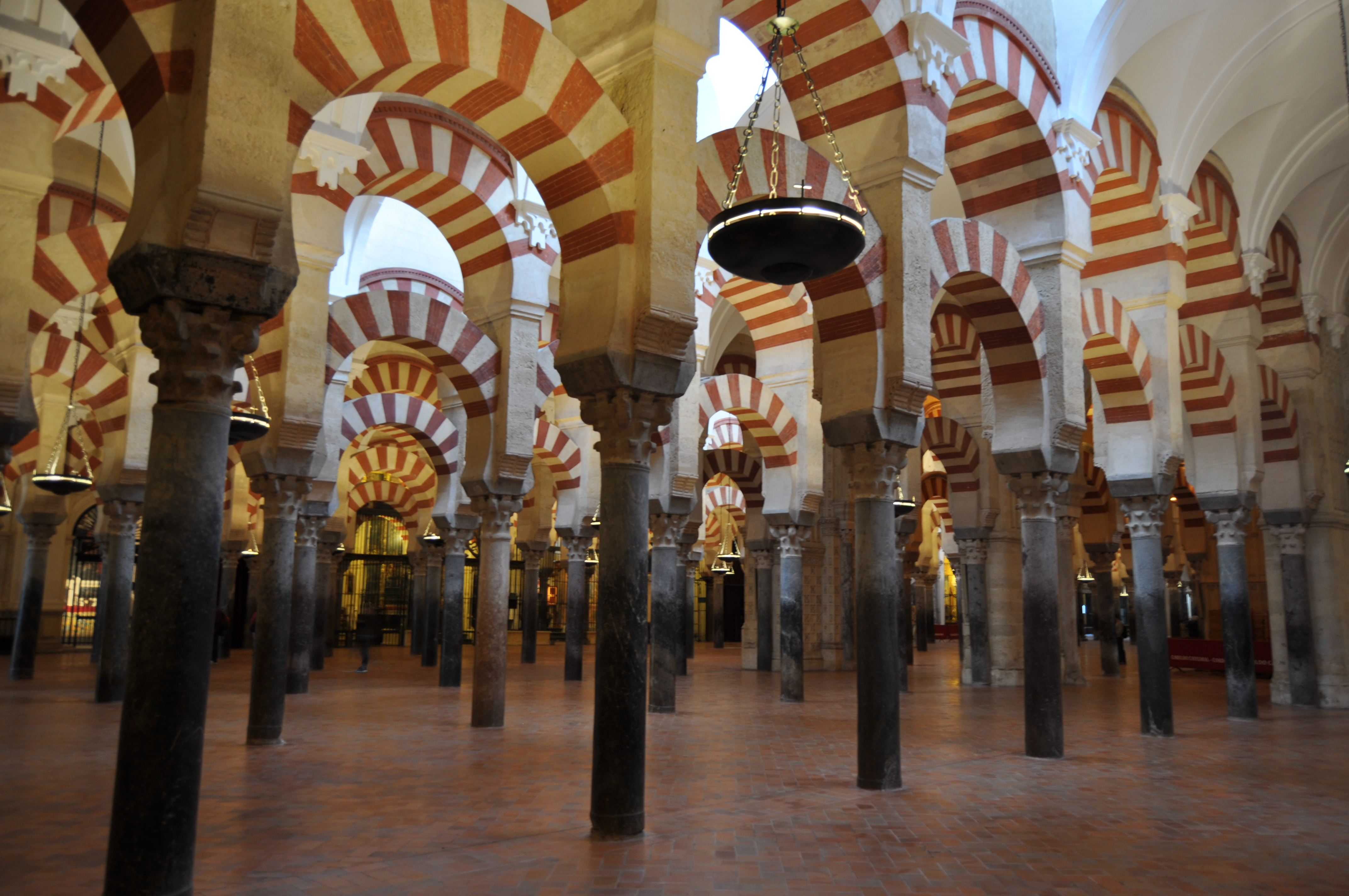
Het interieur van de Mezquita van Córdoba.

Na de dood van Mohammed werd de islamitische gemeenschap geleid door de kaliefen. Toen de derde kalief Oethman ibn Affan aan het hoofd kwam van het Arabische Rijk, ontstond er een onderlinge strijd waarin Oethman vermoord werd. De tegenstand tegen hem was geleid door Ali ibn Aboe Talib, een neef van Mohammed, die na de dood van Oethman zelf kalief werd. Toen Ali stierf kwam het kalifaat weer in de handen van de Omajjaden, de familie van Oethman. De volgelingen van Ali vergaten hun leider niet en vormden een nieuwe stroming binnen de islam, bekend als de sjiieten. De kaliefen en de andere moslims die trouw bleven aan de Omajjaden worden aangeduid als soennieten.
Ook in Europa was de scheiding tussen beide islamitische geloofsstromen zichtbaar. De soennitische Ommajjadendynastie wist de aanval van de Abbasiden te overleven en deze wist voort te leven in het Emiraat Córdoba. De bevolking van het emiraat bestond omstreeks het jaar 900 voor het merendeel uit christenen en joden. Slechts een kwart van de bevolking was moslim en een eeuw later was dat een derde. De joodse en christelijke inwoners werden zwaar belast door de heersers van Córdoba en mede dankzij het belastinggeld dat zij opbrachten werd de bouw van de Mezquita mogelijk. Sommige moslimmannen in het emiraat namen christelijke vrouwen en de religieuze praktijken in het gebied zouden een beetje met elkaar versmolten zijn. Toch werd de christenen en joden redelijk behandeld door de nieuwe islamitische heersers. Zo mochten ze kerkdiensten houden en leven volgens hun eigen gewoonterecht.
Op Sicilië verspreidde aanvankelijk de soennitische versie van de islam zich onder de Aghlabiden. Na de machtsovername door de sjiitische Fatimiden werden de soennieten, die de grootste groep moslims vormden op Sicilië, onderdrukt door de nieuwe machthebbers. In de Fatamidische periode werd het eiland door moslims gezien als een achtergesteld gebied, vanwege de gemengde bevolking en gebruiken die Griekse elementen bevatten. Het eiland was rijk aan moskeeën, zo telde de islamitische reiziger Ibn Hawqal alleen al in Palermo driehonderd islamitische gebedshuizen. Latere schrijvers hebben ook geschreven over de bloeiperiode van de islamitische cultuur op het eiland. Van die cultuur is echter weinig bewaard gebleven.

## Kunst

### Beeldende kunst

De gouden riemgesp van Sutton Hoo werd in de eerste helft van de zevende eeuw vervaardigd.

De vroegmiddeleeuwse kunst was een samensmelting van drie verschillende kunsttradities: de Grieks-Romeinse, de christelijke en de tradities van de bestaande en nieuwe volkeren in Noord-Europa. De vroegmiddeleeuwse kunst wordt doorgaans onderverdeeld in de vroegchristelijke kunst, de kunst van het migratietijdperk, de Byzantijnse kunst, de Insulaire kunst, de Karolingische en Ottoonse kunst, en ten slotte de Romaanse kunst. De kunst uit de gehele periode werd in verschillende vormen geuit, zoals in beeldhouwwerk, metaalwerk en glas in lood.
De kunst van het migratietijdperk is te herkennen aan de polychrome en animalistische stijl. Bekende voorbeelden hiervan zijn teruggevonden in vroegmiddeleeuwse koningsgraven. Een van de belangrijkste monumenten van de vroegmiddeleeuwse kunst is het graf van de Frankische koning Childerik I, dat in 1683 werd ontdekt. De gouden insecten die in zijn graf werden gevonden dienden als inspiratie voor de keizerlijke mantel van Napoleon. Het graf was rijk aan kunstvoorwerpen met een polychrome en geëmailleerde stijl. De kunst van het emailleren was wijdverbreid en is ook teruggevonden in de schatten van Sutton Hoo. De meeste objecten die daar gevonden zijn werden lokaal vervaardigd, of in het Frankische Rijk.
Een van de meest diverse stijlen van vroegmiddeleeuwse kunst is de Byzantijnse. Deze kent niet alleen invloeden uit Griekenland en Romeins Italië, maar ook uit het Nabije Oosten. Door deze mix van stijlen is de Byzantijnse stijl ook vrij herkenbaar; met name de mozaïeken zijn een belangrijke exponent van deze kunststroming. Een voorbeeld hiervan zijn de mozaïeken van de Basiliek van Sant'Apollinare in Classe. De Byzantijnen waren koploper in het gebruik van beeldspraak om Bijbelse verhalen toegankelijk te maken voor ongeletterde kerkgangers. De Romeinse tradities werden ook toegepast in de Karolingische kunst. De nadruk lag meer op het imiteren van klassieke motieven dan op innovatie. De bekendste uitingen van de Karolingische kunst zijn vooral klein en decoratief van aard.

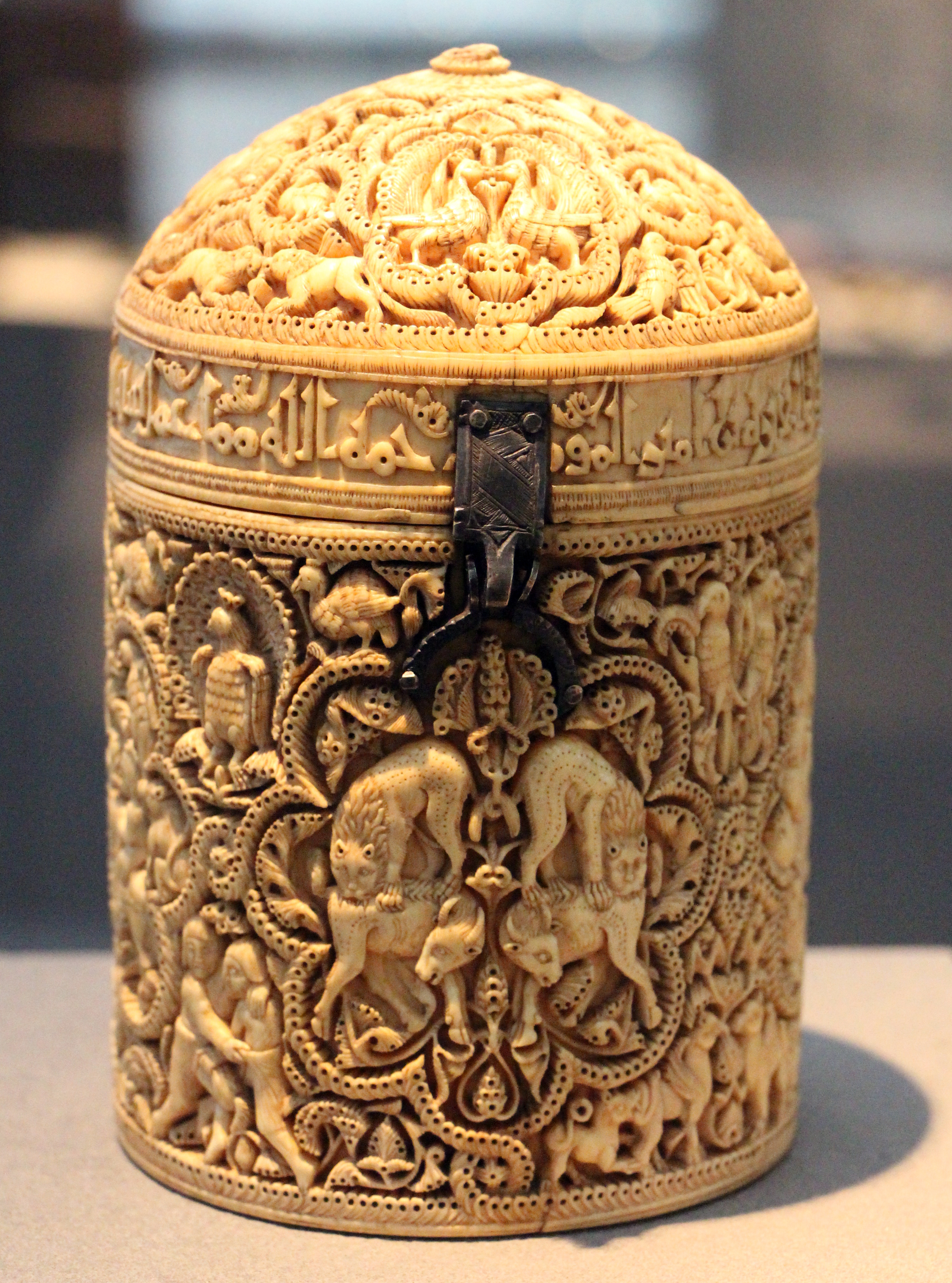
De pyxis van Al-Mughira, tweede helft tiende eeuw.

In de vijfde eeuw begon men met het verluchten van boeken; een van de oudste verluchte bijbels is de Quedlinburg Itala. Deze vorm van kunst zou duizend jaar lang een belangrijke rol spelen. Een van de invloedrijkste scholen qua boekverluchtingen is afkomstig van de Britse eilanden. De Britse stijl van verluchten wordt ook wel "Insular" (van de eilanden) genoemd. Deze stijl ontwikkelde zich aanvankelijk in de Ierse kloosters en verspreidde zich vervolgens naar Brittannië. Vanaf daar heeft de stijl ook de kloosters op het continentale Europa beïnvloed. De Insular-stijl kenmerkt zich door een synthese van verschillende culturen. Zo bevat de stijl dierlijke elementen uit de Germaanse kunst, de kromlijnige decoratie van de Keltische cultuur, en de menselijke figuren en wijnranken uit de antieke kunst.
Gedurende de negende eeuw begonnen de vroegmiddeleeuwse kunstenaars af te stappen van de klassieke modellen. Daarvoor in de plaats kwam een nieuwe beeldtaal van gebaren en houdingen, die meer ruimte bood voor het tonen van innerlijke emoties en spirituele ideeën. In de Ebbo-evangeliën zijn nog nauwelijks vormen van de klassieke kunst te herkennen. Dit was een van de belangrijkste ontwikkelingen in de kunst van West-Europa in deze periode.
De islamitische kunst kent, in tegenstelling tot de christelijke, geen traditie van afbeeldingen van levende wezens. Zelfs visuele symbolen worden vermeden. Een van de meest specifieke elementen van de islamitische kunst zijn inscripties. Hierdoor werd het een kunst van tekens in plaats van symbolen of afbeeldingen. Ook in Spanje manifesteerde de islamitische kunst zich. De uit ivoor gesneden pyxissen worden als hoogtepunt van de Hispano-islamitische kunst beschouwd. In Spanje smolt de islamitische kunst samen met de reeds bestaande Visigotisch-christelijke tot de Mozarabische kunststijl. Deze was christelijk van aard en uitte zich vooral in de kleine religieuze kunst, zoals aardewerk, textiel en keramiek. Door migratie werden de Mozarabische kunstinvloeden verspreid in Europa. De islamitische kunst werd vanaf het begin in het christelijke Europa hoog gewaardeerd. Dat leidde tot de import van aardewerk, zijde en metaalwerk.

### Literatuur

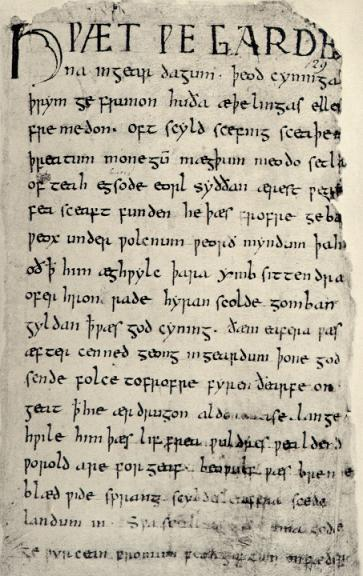
De allereerste pagina van Beowulf.

### Muziek
Muziek bestond in de vroege middeleeuwen vooral uit liturgische gezangen die ten gehore werden gebracht tijdens erediensten en bij getijdengebeden. In West-Europa ontstond een veelheid aan lokale varianten, met Oosterse kenmerken die waren overgenomen uit het Byzantijnse Rijk en met invloeden uit West-Europese volksmuziek. Na verloop van tijd vonden de pausen het wenselijk om de liturgie te unificeren en daarmee ook de gezangen. Omdat – enkele eeuwen later – verondersteld werd dat het paus Gregorius I was geweest die de gezangen had bijeengebracht en geordend, werd de uniforme zangwijze aangeduid als gregoriaans. De teksten van gregoriaanse gezangen waren in het Latijn en de toonomvang bleef beperkt tot een octaaf. Daarnaast kenmerkte het gregoriaans zich door monofoon gezang van uitsluitend mannen.
De eerste die actie ondernam om kerkmuziek te unificeren was echter niet Gregorius maar paus Vitalianus. Hij bracht medio zevende eeuw de zang, die steeds uitbundiger geworden was, terug naar pure vormen en gebruikte benedictijnse kloosters voor het onderwijzen van de 'officiële' (gregoriaanse) gezangen. Het codificeren van het liturgisch repertoire paste ook in de plannen van de Frankische koningen om de cultuur in hun rijk te unificeren. Pepijn de Korte gebruikte in het midden van de achtste eeuw cantors uit Rome om het gregoriaans te verspreiden. Vooral Karel de Grote was succesvol in zijn streven naar een uniforme misliturgie met het gregoriaans als officiële zang en verdrong de andere zangwijzen.
Gedurende de negende eeuw veranderde het gregoriaans langzamerhand. De standaardteksten van de gezangen werden uitgebreid met de zogenaamde tropen. Een specifieke trope was de sequens die aan het alleluia werd toegevoegd. Een andere ontwikkeling in die tijd was het organum. In zijn vroegste verschijningsvorm was dit het toevoegen van een tweede stem. Deze volgde de eerste stem met een interval van een kwart onder de originele stem of een kwint er boven. Op deze manier ontstond een eerste vorm van meerstemmigheid. De vroegste zangboeken verschenen aan het einde van de negende eeuw met een eenvoudige muzieknotatie. Die bestond uit neumen, stippen en accenten die boven de tekst waren geschreven, zonder aanduiding van ritme of toonhoogte.

### Bouwkunst

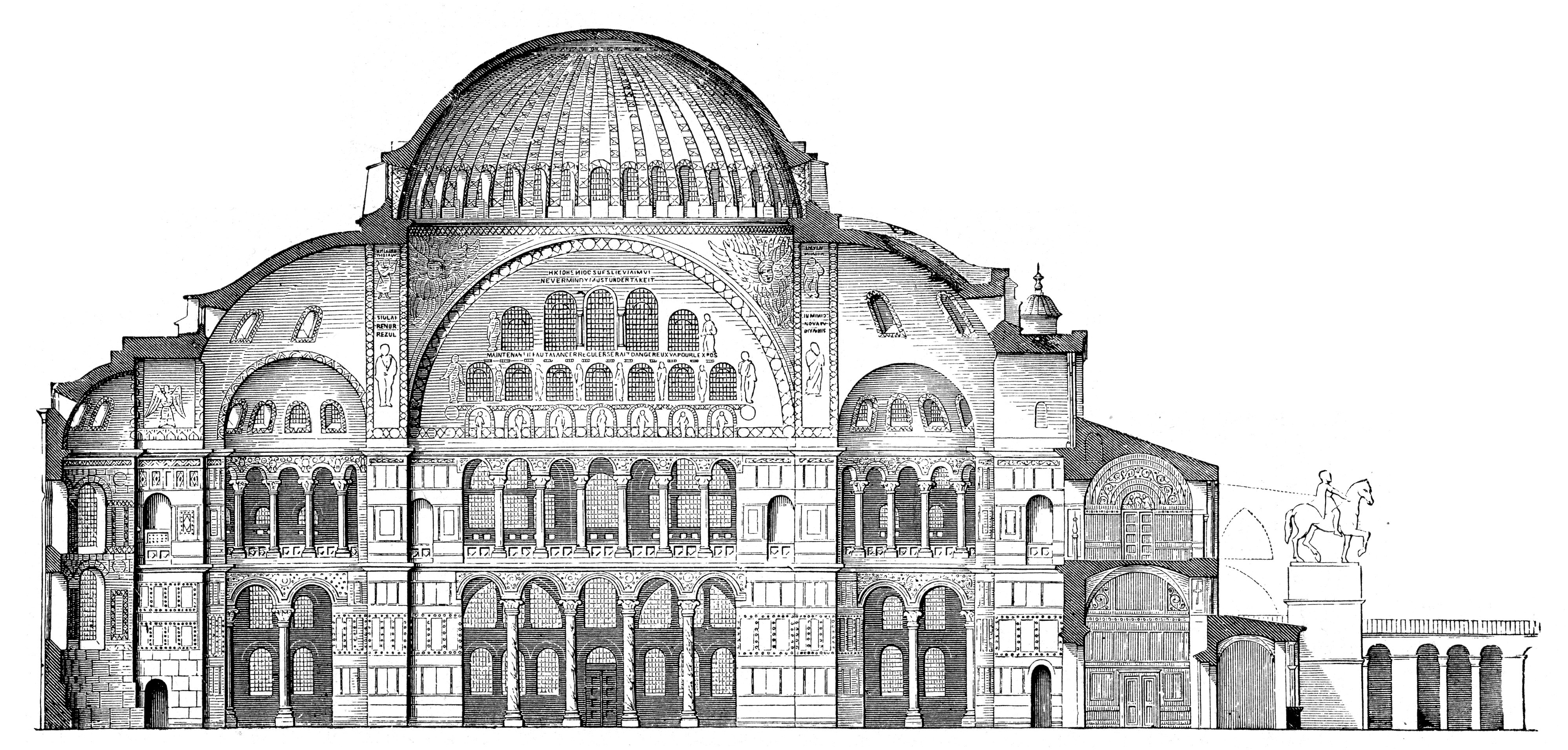
Doorsnede van de originele architectuur van de Hagia Sophia.

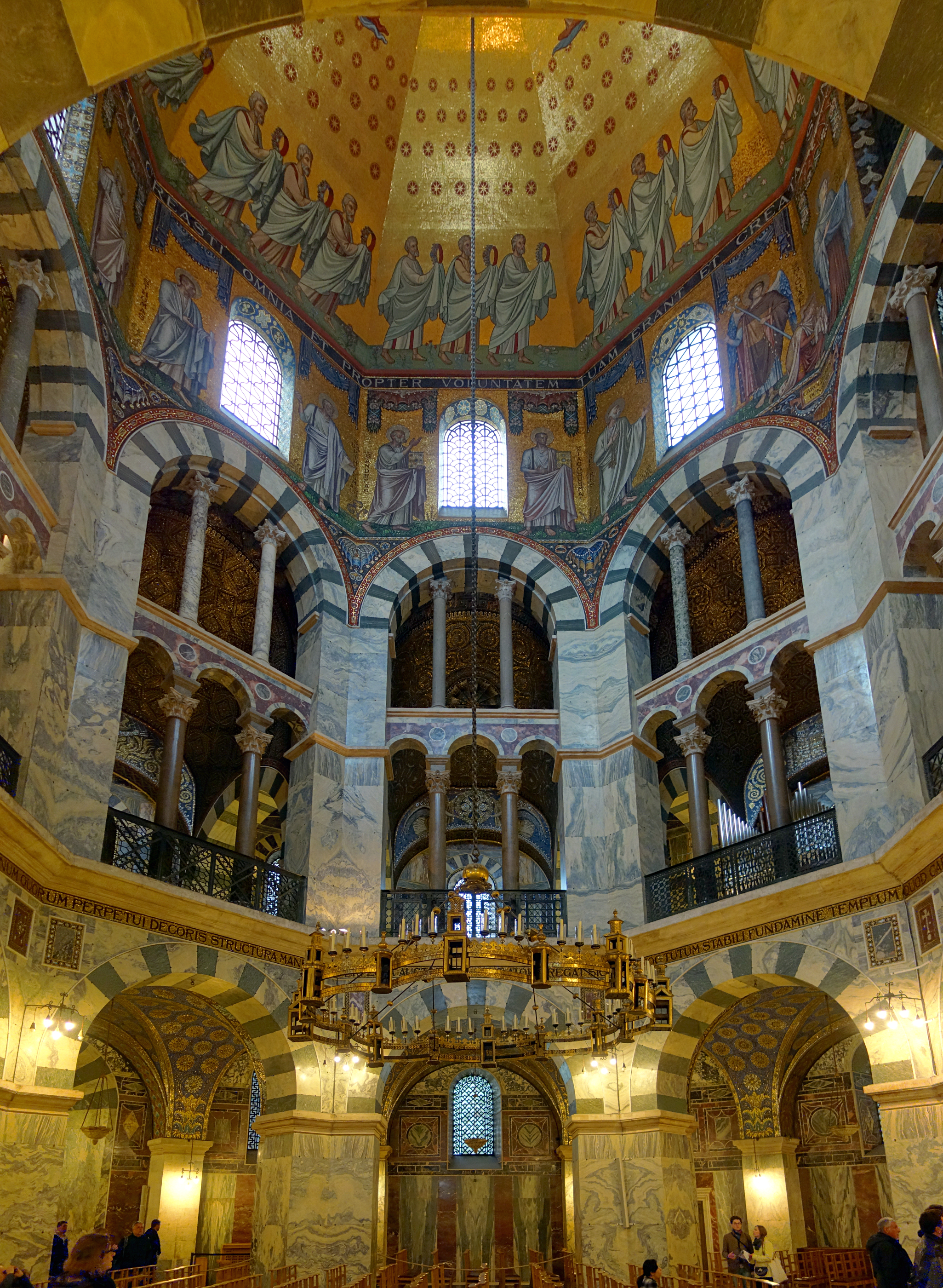
Het interieur van de Paltskapel van Aken

De architectuur van de vroege middeleeuwen bouwde voort op de Romeinse architectuur met de kenmerkende ronde bogen en tongewelven, en op de vroegchristelijke bouwkunst met de basilica en de centraalbouw als belangrijkste vormen voor kerken en andere religieuze gebouwen.
De karakteristieke Byzantijnse kerken met een Grieks kruis als grondplan kwamen voort uit de centraalbouw. Een belangrijk facet van de Byzantijnse kerken was het koepeldak. Byzantijnse bouwwerken hadden hoge ruimtes en weelderige decoratie: marmeren zuilen en inlegwerk, mozaïeken op de gewelven, ingelegde vloeren en soms gouden cassette plafonds. De Byzantijnse architectuur kende haar hoogtijdagen tijdens het bewind van keizer Justinianus I en de bekendste exponent ervan is de Hagia Sophia uit 537. Deze kerk combineerde de centraalbouw met de bouwvorm van de basilica. Deze unieke en spectaculaire combinatie was echter instabiel; de koepel stortte in 558 geheel in tijdens een aardbeving en werd met een kleinere diameter herbouwd.
De St Augustine's Abbey in Canterbury was aan het begin van de zevende eeuw de eerste kerk van de christelijk-Romeinse stijl in het huidige Engeland, waarvoor bij de bouw stenen uit de Romeinse tijd werden hergebruikt. In de Angelsaksische architectuur die hieruit ontstond werd bij de bouw van kerken en seculiere gebouwen veelvuldig gebruik gemaakt van hout. De oorzaak was waarschijnlijk dat de Angelsaksen – afkomstig uit gebieden waarin de benodigde materialen nauwelijks beschikbaar waren – geen traditie hadden in het bouwen met steen. De meeste uit hout opgetrokken kerken zijn later met steen herbouwd. Op het terrein van Tintagel Castle zijn tussen de vijfde en de zevende eeuw overigens wel diverse gebouwen uit steen opgetrokken.
Met de bouw rond het jaar 800 van de troonzaal in de Akense koningspalts voor Karel de Grote werd teruggegrepen op de basilica. De aangrenzende Paltskapel heeft de centraliserende plattegrond die kenmerkend is voor de centraalbouw. De decoratie van deze kerk is sterk geïnspireerd op de San Vitale in Ravenna, de Hagia Sophia in Constantinopel en de Rotskoepel in Jeruzalem. De architectuur van de Karolingers introduceerde de westwaartse bouw van kerken evenals het koor en de transepten in de kerken. De Karolingische bouwstijl werd vervolgens ook door de christelijke koninkrijken in Spanje toegepast.
In Spanje was gedurende de vroege middeleeuwen de Moorse architectuur vrij dominant. Deze ontleende haar stijl aan verschillende culturen, zoals de Visigotische, de Berberse, de Arabisch-Islamitische, de West-Europese en de Byzantijnse. Belangrijke elementen in de Moorse architectuur zijn de hoefijzerbogen, binnenplaatsen, grote koepels, decoratief en kleurrijk tegelwerk en honingraatgewelven. De Moorse architectuur verspreidde zich ook naar Noord-Afrika en diverse eilanden in de Middellandse Zee.

## Wetenschap en onderwijs

### Geletterdheid

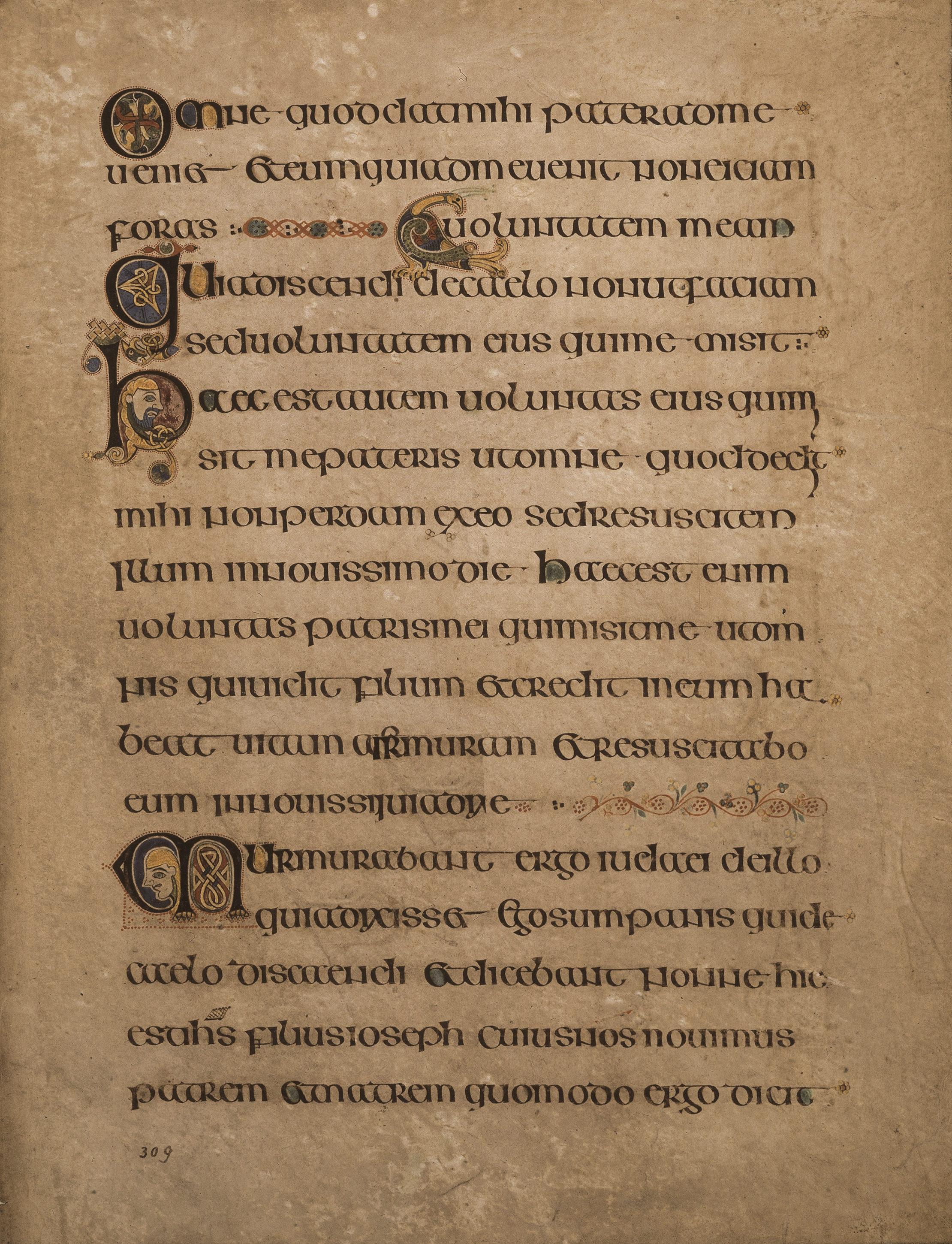
Folio 309r uit het Ierse Book of Kells.

Lange tijd overheerste het beeld van wijdverbreid analfabetisme in de vroege middeleeuwen, maar in de laatste twintig jaar van twintigste eeuw is dit beeld bijgesteld door historici. Zo stelde de historica Rosamond McKitterick dat niet alleen de kerkelite kon lezen en schrijven, maar dat ook veel leken in de achtste en negende eeuw in het Karolingische Rijk dat konden. In Zuid- en Midden-Europa was er sprake van een schriftelijke traditie, maar in het noorden (en dan met name in de Keltische en Germaanse gebieden) was de mondelinge traditie nog het sterkst. Het pauselijk hof in Rome was in deze periode het meest geletterde van Europa en ook de vorstelijke hoven van de Gallische, Hispaanse en Italiaanse rijken waren behoorlijk geletterd.

### Onderwijs
Met de barbaarse invallen leek het florerende Romeinse onderwijs in Gallië te verdwijnen. Toch zijn er aanwijzingen dat het seculier onderwijs niet compleet verdween na de komst van de Franken. Zo waren meerdere van de docenten nog actief in de stedelijke centra van Zuidoost-Gallië. Het kerkelijk onderwijs deed in deze periode zijn intrede. Bisschoppen stichtten scholen bij hun kathedralen om priesters voor hun diocees op te leiden. Ook de kloosters kenden scholen waarin de jonge leden van de orde opgeleid werden. Leerlingen kregen op de kathedraal- en kloosterscholen les volgens het systeem dat Cassiodorus had geïntroduceerd in zijn Institutiones. Cassiodorus was van mening dat christelijke en de profane wetenschappen moeten samengaan. Zijn leerboek bestaat uit twee delen, een over theologie en een over de zeven vrije kunsten. Deze profane wetenschappen waren verdeeld in het trivium met daarin de basisvakken grammatica, dialectica en retorica, en het quadrivium waartoe de vakken aritmetica, geometria, musica en astronomie behoorden.

### Astrologie als wetenschap
In de vroegmiddeleeuwse ideeënwereld kwam astrologie op als een belangrijk wetenschappelijk terrein. In de zevende eeuw omschreef bisschop Isidorus van Sevilla astrologie in zijn werk Etymologiae als de leer van de krachten die verband houden met de bewegingen van hemellichamen. Hierin maakte Isidorus een onderscheid tussen twee verschillende soorten astrologie: de "natuurlijke" en de "bijgelovige". De natuurlijke gaf volgens hem commentaar op de in de loop van de tijd veranderende bewegingen van de hemellichamen; de bijgelovige was daarentegen gericht op directe voorspellingen. Deze laatste moest volgens Isidorus veroordeeld worden. De acceptatie van een deel van de astrologie door Isidorus leidde ertoe dat het hele vakgebied op den duur geaccepteerd werd, inclusief het door hem verfoeide bijgelovige gedeelte. Eligius bijvoorbeeld verklaarde maansverduisteringen aan de hand van Gods macht. Volgens hem had God de maan geschapen als tegenwicht van de duisternis. Op deze manier werd het heidense bijgeloof van de zevende en achtste eeuw langzamerhand veranderd in christelijk bijgeloof.

### Karolingische renaissance

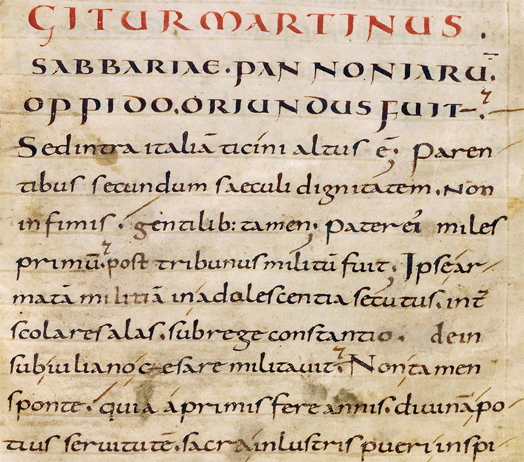
Een pagina van het manuscript Vita Sancti Martini de Sulpice Sévère opgesteld met de Karolingische minuskel.

Het Karolingische hof van Karel de Grote was een belangrijke aanjager van een aantal wetenschappelijke ontwikkelingen in het begin van de negende eeuw. Een van de belangrijkste geleerden uit deze periode was Karels raadsheer Alcuinus die door de Frankische koning uit Engeland was gehaald om zijn paleisschool te leiden. Karel de Grote verordonneerde dat de kathedralen en kloosters in zijn rijk lees- en schrijflessen moesten geven aan eenieder die kon leren. Belangrijke centra van educatie in deze tijd waren de paleisschool van Aken, de kloosters van Sint-Maarten in Tours en de abdij van Fulda. Vele monniken kopieerden oude teksten zoals de klassieke Latijnse literatuur van Cicero, Julius Caesar en Horatius, waarmee de kloosters een eigen bibliotheek vulden.
Naast Alcuinus haalde Karel de Grote ook andere intellectuelen naar zijn hof, waaronder Theodulf van Orléans en Einhard. Karel de Kale liet zich op zijn beurt adviseren door Hincmar van Reims, de Ierse Johannes Scotus en de Duitse Hrabanus Maurus. Deze denkers waren verantwoordelijk voor een veelheid aan nieuwe geschriften over theologie (zoals Bijbelse commentaren), poëzie en geschiedenis. Daarnaast schreef Dhuoda, de vrouw van Bernhard van Septimanië, een handboek met adviezen en vermaningen die ze aan de Bijbel en klassieke werken had ontleend.
De Karolingische renaissance vond ook zijn weerslag in het koninkrijk Wessex. Koning Alfred de Grote wilde de kennis van het Latijn in zijn rijk verbeteren en haalde daarom monniken uit het Frankische Rijk naar Wessex. Onder zijn leiding werden ook diverse Latijnse werken vertaald naar de taal van Wessex. Zijn bevordering van leren werd door zijn opvolgers voortgezet en verspreidde zich over de rest van Engeland. In de hervormde kloosters van Canterbury, York en Winchester vernieuwden de jonge monniken de studie van religieuze en seculiere wetenschappen. Ælfric van Eynsham speelde in de tiende eeuw een belangrijke rol in het vergemakkelijken van het leren van Latijn door onder meer boeken te schrijven over de Latijnse grammatica.

### Gouden eeuw van Al-Andalus
Een belangrijke rol in de verspreiding van wetenschappelijke kennis speelden de warraqeen, de islamitische papierhandelaren. Dankzij hen verspreidde de wetenschappelijke kennis zich vanuit Bagdad over het hele gebied waar de islam heerste en bereikte het ook Córdoba. Deze stad groeide uit tot een belangrijk centrum van de wetenschap. Córdoba telde naast de privébibliotheek van de kalief zeventig openbare bibliotheken. Daarnaast stonden er dertig vrije scholen in de stad en was de moskee een belangrijke plaats voor wetenschappers uit de gehele islamitische wereld. Ook vrouwen namen deel aan het wetenschappelijke en culturele leven in de stad. Zo waren ze actief als dokters, docenten, bibliothecarissen en als kopiisten. Een andere groep die van betekenis was in het intellectuele leven van Córdoba waren de Joden, die een fundamentele rol speelden bij het overdragen van de wetenschappelijke kennis. De helft van alle artsen in Spanje was Joods. Belangrijke wetenschappers uit deze periode waren de artsen ibn Shaprut en al-Zahravi, de astronomen al-Majrati, Abbas ibn Firnas en Ibn al-Saffar, en de historici Ibn al-Qūṭiyya en al-Zubaydi.
Door de culturele interactie tussen Al-Andalus en de christelijke rijken in het noorden van het schiereiland verspreidde de kennis van de teksten uit Córdoba zich ook in deze richting. De Franse monnik Gerbert van Aurillac studeerde aan het klooster van Santa Maria de Ripoll in Catalonië. Hij kwam daar in aanraking met de uit het Arabisch vertaalde teksten en bekwaamde zich zo in de astronomie en wiskunde. De kennis die hij in Iberië had opgedaan nam hij mee toen hij aan de leiding kwam van de kathedraalschool van Reims. Zo introduceerde hij onder andere Arabisch-Indische cijfers in christelijk Europa.

## Europa rond het jaar 1000

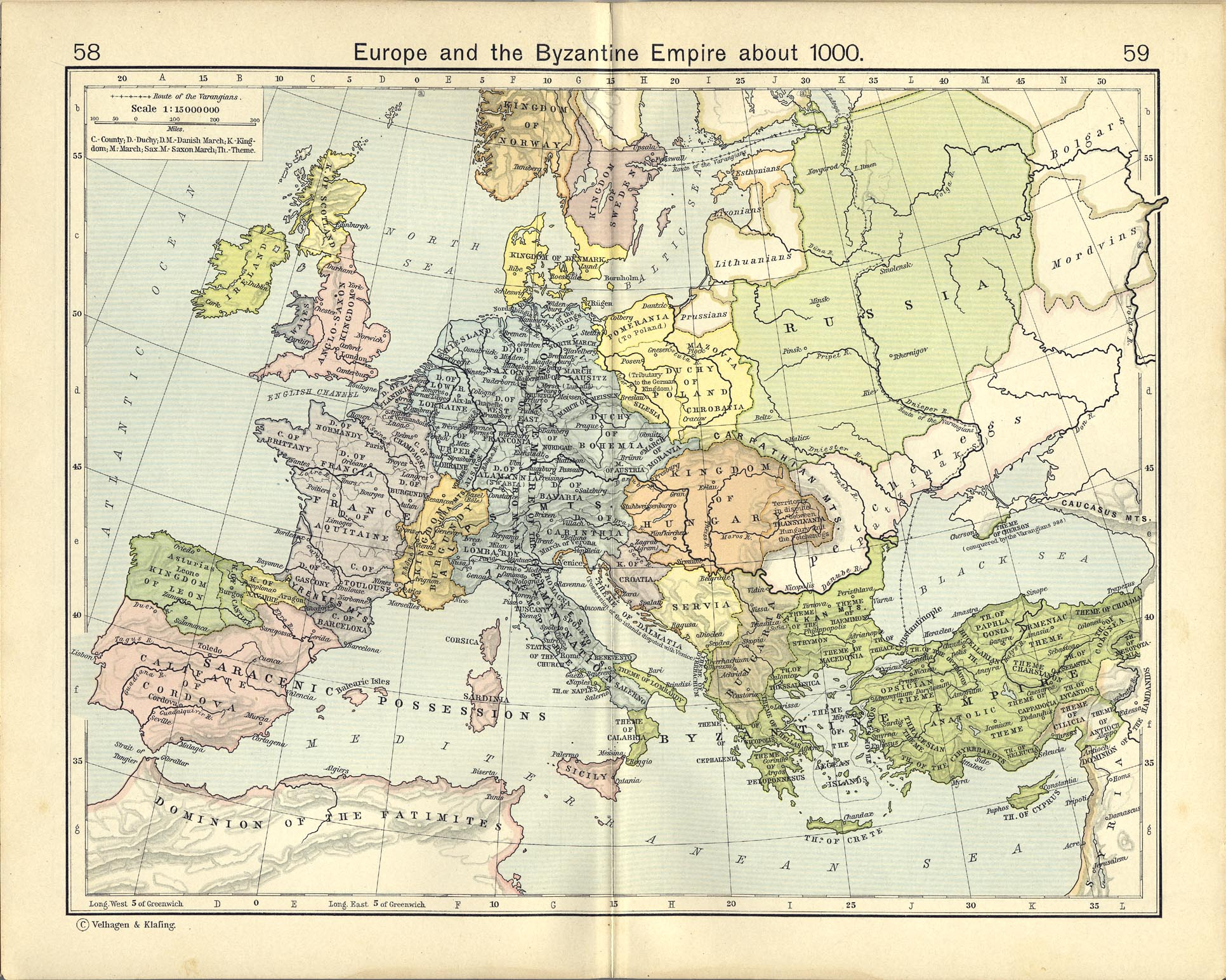
Kaart van Europa omstreeks het jaar 1000

In 962 was het Oost-Frankische Rijk getransformeerd tot het Roomse Rijk, dat rond het jaar 1000 van de voormalige Frankische gebieden de sterkste staat was. De Rooms koning of keizer regeerde in deze periode zowel over het huidige Duitsland als Noord-Italië. De koning van het West-Frankische Rijk was relatief zwak, door de lokale politieke verbrokkeling van zijn koninkrijk. Omstreeks het jaar 1000 was het Koninkrijk Engeland, ondanks zijn geringe omvang, het meest coherente koninkrijk in het Latijnse westen. Andere grote rijken in deze periode waren het Griekse Byzantijnse Rijk en het islamitische Al-Andalus. Deze rijken zouden in de eeuwen die volgden uitgedaagd worden en in verval raken.
Het christendom had rond het jaar 1000 het overgrote deel van Europa bereikt, afgezien van het noordoostelijk gebied, zoals de Baltische staten en de Finstalige gebieden.
In de tiende eeuw, en volgens sommige historici al wat eerder, begon de Europese bevolking flink te groeien. Deze groei zou aanhouden tot circa 1340. Omstreeks het jaar 1000 was Europa fundamenteel een agrarische samenleving en dat zou het gedurende de hoge middeleeuwen blijven.